# ゲッターロボ
『ゲッターロボ』は、1974年（昭和49年）4月4日から1975年（昭和50年）5月8日までフジテレビ系で毎週木曜日19時00分 - 19時30分に全51話が放送された東映動画製作のロボットアニメ、および同作に主役として登場する架空のロボットの名前。
ゲッターロボは本作以後も漫画やOVAなど多数制作されており、本作のロボットは他の作品にも登場している。本項目では、他のゲッターロボ作品や、そちらにおける本作のゲッターロボの活動などについても述べる。

## 概要
巨大ロボット作品中、合体・変形ロボット作品の元祖と位置づけられるもの。3人の操縦者によってゲットマシンと呼ばれる3機の飛行機様の乗り物が合体し、空中用、地上・地中用、海中用の3種のロボットに変化するコンセプトは、その後の続編などにも引き継がれている。
『マジンガーZ』というロボットヒーロー、『仮面ライダー』という変身ヒーローを大成功させた東映のプロデューサーが、「ロボット」＋「変身」という新たなコンセプトのヒーローを生み出そうと永井豪率いるダイナミックプロに企画を依頼したのが誕生の発端とされる。このような経緯のため『週刊少年サンデー』（小学館）に掲載された石川賢による漫画連載を「原作」と呼ぶのは正確ではないともいえるが、小学館の学年別学習雑誌などにも石川賢やその他の漫画家によるアニメ版の漫画化（コミカライズ）作品が多数掲載されているため、本項では便宜上「原作漫画版」とも表記して説明する。

## ストーリー

### アニメ版
太古の昔、人類よりはるか以前に地上を支配していた恐竜人の恐竜帝国が長き眠りより目覚め、地上を奪回するべくメカザウルスを投入して侵攻を開始した。
早乙女研究所で開発されていた宇宙開発用のロボット・ゲッターロボ、そのエネルギー源として研究されていた、人類にとっての未知の宇宙線「ゲッター線」は、実は恐竜人にとって猛毒であり、かつて恐竜を滅ぼし恐竜人を地底へと追いやった元凶だった。地上侵攻の手始めとしてゲッター線開発を阻止すべく恐竜帝国の帝王ゴールは早乙女研究所を襲う。正規パイロットと共に練習用ゲッターロボを失いピンチに陥る早乙女研究所だったが、浅間学園に通う正義感溢れる3人の高校生、流竜馬、神隼人、巴武蔵の協力によって、戦闘用として造られていた本物のゲッターロボで恐竜帝国の魔の手に立ち向かうのであった。

### 漫画版
太古の昔、地上に降り注いで恐竜を滅ぼしたという未知なる宇宙線（ゲッター線）から逃れ、ひそかに地下で生き延びていた恐竜帝国のハチュウ人類が、地上世界奪還のために活動を開始した。しかしそれを察知した早乙女研究所を率いる早乙女博士は、ハチュウ人類の弱点であるゲッター線をエネルギーとするスーパーロボット“ゲッターロボ”を開発していたが、そのあまりに過激な性能とパイロットの心身に凄まじい負荷の掛かる機体は、常人では扱いきれないという問題があった。
そのため高度な適性を持つ超人的な資質に恵まれた若者を片っ端から探していた早乙女博士は、まず空手の全国大会に殴り込んでたったひとりで大勢の選手たちを倒して去った凄腕の空手家・流竜馬を、その次に革命を目指していた学生運動家の神隼人の2名をスカウトし、さらに志願してゲッターロボに乗り込んだ柔道家の巴武蔵を3人目のパイロットに据えて、恐竜帝国との激しい防衛戦を繰り返すのだった。
そんな戦いの中、敵基地の自爆に巻き込まれ行方知れずとなった竜馬は、実は第三勢力である百鬼帝国に捕らわれており、かろうじて脱出するも記憶を失ってしまった。百鬼帝国の介入に触発された恐竜帝国の総攻撃に対して、ゲッターロボは武藏一人が乗り込んで出撃し、激闘の末メカザウルス軍団の大半を道連れに自爆する。武藏の死を目の当たりにして記憶を取り戻した竜馬は、その命を賭した時間稼ぎで完成した新ゲッターロボを操って、最前線に出てきたゴールを逆に追い詰める。時同じく海中で待機していた恐竜帝国の本隊は、ゴールの不在中に百鬼獣の奇襲を受けて全滅の危機に瀕したために、すでにマグマ層へと撤退していた。帝国からも見捨てられ、決定的敗北を悟ったゴールは無念と悲嘆の心情を吐露してゲッターに特攻をかけるが、割り込んできた百鬼獣の横槍によって惨殺されてしまう。
かくして新たに地上征服を宣言した百鬼帝国と、新ゲッターロボとの戦いの幕が開く。
【以降、続編『ゲッターロボG』に続く。
連載をまとめた最初の単行本である小学館てんとう虫コミックスでは、武蔵によるゲッター1自爆までを収録した4巻で刊行が終了しており、物語が完結していない（恐竜帝国との戦いの決着を含め、続きは秋田書店サンデーコミックスの『ゲッターロボG』に引き継がれて収録された）。
また、後年発行された単行本では（出版社によっては）『ゲッターロボG』までを含めて『ゲッターロボ』としてまとめる場合もある（大都社スターコミックス）。なお、『週刊少年サンデー』の連載では「魔王鬼の挑戦」の途中までが『ゲッターロボ』のタイトルで、1975年22号から『ゲッターロボG』に改題されている（双葉社の『ゲッターロボ全書』37頁では1975年24号から改題されたと解説されているが、これは誤り）。その後、この連載は物語が未完のまま『週刊少年サンデー』1975年34号で終了したが、出版社と掲載誌を変えて（秋田書店、月刊『冒険王』）再開され、完結している。】

## メディア展開
1970年代初頭はメディアミックスの定着期であり、この作品もその一角において強い存在感を示している。
本作は1974年4月4日から、作品としてのメイン展開において、TVアニメと『週刊少年サンデー』での連載漫画の二本立てとしてスタートした。アニメと漫画はほぼ平行してスタートしているが、ダイナミックプロによる企画であるため、アニメのクレジットでも漫画を原作として位置づけている。
前番組は『ドロロンえん魔くん』であるが、『マジンガーZ』の大成功からこの時間枠もロボットアニメで仕掛けるフジテレビの意向が強く出た結果となった。
東映動画の有賀健プロデューサーが提案したアイディアは、「三機が合体変形して、それぞれが違う形にならないか?」というものだった。東映動画側は「すぐに番組になると思うので、ぜひやってほしい」と乗り気であった。これにスポンサーのポピーの杉浦幸昌が「ジャンボマシンダーがひとつでこんなに売れたんだから、ひとつの番組で3体出せばもっと売れる」という意見より「複数のロボットを登場させてほしい」と注文。
初期の企画書では「チェンジロボット ゲッター3」と仮タイトルがつけられ、3人の中学生、流竜之介、犬神隼人、巴武蔵が主人公で、サイボーグとなって戦うという設定であった。ゲッターへの変形もサイボーグ化された3人が人間ピラミッドを組み、頂点となるのが誰かで3種類のロボットに変身するというもので、変形ロボのイメージは少なく、変身合体という構想であった。流竜之介（リュー）が頂点となると腹部にアストロビームを装備したゲッター3に、犬神隼人（ハヤト）が頂点となるとマントをブーメランに変形させて戦うスピードファイター・ゲッター2に、巴武蔵（ムサシ）が頂点となると胸からアストロング砲を撃つパワータイプのゲッター1に変身する（機体番号の序列は3-2-1となっており、放送されたものとは逆になっている）。3人が操る地底戦車タイプのマシンはゲットマシンと名付けられていた。この時期のゲッターのデザインは3機ともマントを装備した人間型で、ゲッター2を除いて目に瞳が描かれている。
その後、サイボーグからレーシングマシンへと合体の主体が変わり、最終的には、合体したときタイヤが付いているのでは絵的にみっともないということで、戦闘機が空中で合体するというアイデアに決まった。
石川賢による漫画と、アニメなどでは、主人公の設定や他の登場人物なども一部異なっている。本作品に限ったことではないが、TVアニメでは、対象年齢が下げられているため、キャラクターの設定や言動も漫画とアニメではかなり異なる。
放送当時の劇場版アニメではグレートマジンガーなどと共演しているが、特別編的な要素が強く、近年の各OVA作品ともどもパラレルワールドとして捉えられている。

後の『ゲッターロボ號』においてもTVアニメと漫画は同時並行の企画として製作されたが、TVアニメ版は過去の『ゲッターロボ』シリーズとはいっさい無関係の独立した作品であるのに対し、石川賢の手による漫画版は旧作キャラクターの神隼人が登場するなど、漫画版『ゲッターロボG』の続編として執筆された。その漫画版も当初は続編としての要素は希薄であったが、アニメ終了後も連載が継続したことを契機に独自の展開を強め、「ゲッター線」「流竜馬」「恐竜帝国（第一作の敵の再来）」「早乙女研究所」「本当のゲッターロボ（真ゲッターロボ）」などといった、旧作から引き継ぐ要素を多数登場させるに至る。結果的に漫画版は『ゲッターロボ』シリーズ完結を描いて終わるが、これらの独自展開が後の「ゲッターロボサーガ」に繋がって発展していくこととなる。

### 漫画作品
以下、ストーリー上の時系列順に記載した。
- 『ゲッターロボ』[注 10]
  - 小学館『週刊少年サンデー』1974年15号（4月7日号） - 1975年21号（5月25日号）連載[注 11]。
- 『ゲッターロボG』（ゲッターロボ ジー）
  - 小学館『週刊少年サンデー』1975年22号（6月1日号） - 1975年34号（8月24日号）連載[注 12]。
  - 秋田書店『冒険王』1975年10月号 - 1976年4月号連載[注 13]。
- 『真ゲッターロボ』（しん ゲッターロボ）
  - 双葉社『スーパーロボット大戦コミック』連載ほか（1997年 - 2000年）[注 15]。
- 『ゲッターロボ號』（ゲッターロボ ごう）
  - 徳間書店『少年キャプテン』1991年2月号 - 1993年5月号連載。

以上4作品は1999年から2000年にかけて『ゲッターロボ・サーガ』として、加筆修正を加えた全12巻にまとめられている。
1974年から1975年にかけて「小学一年生」や「小学四年生」など学年誌に掲載された石川賢作画の漫画は『サーガ』には編入されず、パラレルワールド的な別扱いとなっており、単行本としては後年『ゲッターロボ・ゲッターロボG-GETTER ROBOT JUVENILE-』で（完全網羅ではないものの）一冊にまとめられた。
また、小学館『週刊少年サンデー』と秋田書店『冒険王』で連載された全連載分の扉ページや、連載前の予告編などこれまでの単行本に一度も収録されなかったページを復刻し、初出連載時に限りなく近い誌面を再現した復刻名作マンガシリーズ「オリジナル版 ゲッターロボ」（全2巻）と「オリジナル版 ゲッターロボG」が2014年に小学館より発売された。
『ゲッターロボ アーク』
双葉社、月刊『スーパーロボットマガジン』vol.1（2001年） - vol.14（2003年）
掲載誌休刊に伴い連載が終了。単行本全3巻。
『號』よりさらに後の物語であり、「双葉社文庫名作シリーズ」において、正式にゲッターロボサーガに加わった。これによって、文庫版で再編されたサーガは全9巻となっている。『アーク』や『真ゲッターロボ』には、未来の宇宙でゲッターエンペラーという謎の存在も登場する。
『スーパーロボット烈伝』
マーミットが発売したフィギュア「小合金」に分割同梱されたコミック。後に1冊としてまとめられ、単行本化されている。マジンガーZ、グレートマジンガー、鋼鉄ジーグ、ゲッターロボ、ゲッターロボGの共演が描かれる。

#### 石川賢以外による作品
- 『ゲッターロボ』
  - 小学二年生 1974年5月号 - 1975年5月号 斎藤栄一
  - 小学三年生 1974年5月号 - 1975年5月号 桜多吾作
  - テレビランド 1974年4月号 - 1975年4月号 蛭田充
  - 別冊テレビランド 1975年3月号 - 1975年4月号 蛭田充
- 『ゲッターロボG』
  - 小学二年生 1974年7月号 - 1976年4月号 斎藤栄一
  - 小学三年生 1975年6月号 - 1976年3月号 桜多吾作
  - 小学四年生 1975年8月号 - 1976年3月号 安田達矢とダイナミックプロ
  - テレビランド 1975年5月号 - 1976年4月号 秋本シゲル
- 『ゲッターロボ號』
  - 別冊コロコロコミックスペシャル 1991年2月号 - 6月号 安田達矢
  - てれびくん 1991年2月号 - 6月号 安田達矢

石川の没後、以下の作品が描かれる。また、アンソロジーコミックも多数存在する。石川の没後に出版された『ゲッターロボアンソロジー〜進化の意思〜』（発行：幻冬舎 ISBN 978-4-344-81272-7）では永井豪、清水栄一、下口智裕、津島直人、今石洋之などが参加・寄稿した。
- 『ゲッターロボ飛焔 〜THE EARTH SUICIDE〜』
  - 2007年連載開始。（単行本全3巻 幻冬舎）作画は津島直人。
- 『偽書 ゲッターロボDASH』
  - 2008年に月刊マガジンZ（講談社）にて連載開始。作画は西川秀明。
- 『偽書 ゲッターロボ ダークネス』
  - ヤングアニマル嵐（白泉社）2009年No.6にて上記の『偽書 ゲッターロボDASH』導入部を「エピソード.0」として別冊付録化、およびプロローグ「エピソード0.5」を掲載。No.7より連載開始。
- 『デビルマン対ゲッターロボ』
  - 『チャンピオンRED』2010年6月号から10月号まで連載。作画は永井豪とダイナミックプロ。後述の通り、2機合体メカとしてゲッタークイーンがアニメとは違うデザインとコンセプトで参戦し、パイロットも早乙女ミチルと牧村美樹が担当している。
- 『ダイノゲッター』
  - ダイナミックプロの公式サイト上にてWebコミックとして2014年4月から連載開始。作画は星和弥。企画協力は千値練、編集協力は不知火プロ。
  - 元来は模型製作会社・千値練とのコラボレーション企画で、本作中のダイノゲッター3種は同社より変形ギミックを搭載した『TRANS-FORCE』シリーズ第1弾としてダイノゲッター1（プテラノドン型に変形）が2014年6月より販売を開始し、ダイノゲッター2（ティラノザウルス型に変形）は同年8月、ダイノゲッター3（プレシオザウルス型に変形）は同年内に発売予定。恐竜形態と人型ロボット形態の2形態に変形するギミックを持つ。ゲッターロボモチーフの巨大ロボットが、恐竜帝国の暴挙に苦しむ人類の反抗の狼煙を上げる。製作者の名前はサオトメである。
- 『ゲッターロボ デヴォリューション -宇宙最後の3分間-』
  - 『別冊少年チャンピオン』2016年1月号から2019年7月号まで連載。清水栄一×下口智裕が作画を担当。
  - 現実世界と並行世界（実は仮想世界）を舞台に、複数で多種のゲッターロボや同一人物が登場する。
- 『ゲッターロボ牌』
  - 『近代麻雀』2017年1月15日号（2016年12月15日発売）から連載。原作：永井豪、石川賢、脚本：森橋ビンゴ、作画：ドリル汁。
  - 連載誌に合わせ、麻雀の要素が加えられたゲッターロボの物語が描かれる。

### TVアニメ作品
年代は放映開始の年
- ゲッターロボ（1974年）
  - 後年のアメリカ合衆国などでの放映時のタイトルは、『Space Robot（スペースロボット）』[要出典]。
- ゲッターロボG（1975年）
  - 制作上は『ゲッターロボ』から通しナンバーの同一作品だったが、放送終了後は別作品として扱われている。英語タイトルは二つ存在し、一つは『Jet Robot（ジェット ロボット）』、一つは『 Starvengers （スターベンジャーズ）』[要出典]。
- ゲッターロボ號（1991年）
  - 漫画版と違い、『ゲッターロボ』や『ゲッターロボG』とストーリー上の接点はない。
- ゲッターロボ アーク（2021年）[15]

### 劇場アニメ作品
東映まんがまつりで公開された。
- ゲッターロボ（1974年7月25日上映）
  - 第6話のブローアップ版。
  - 併映は『マジンガーZ対暗黒大将軍』『五人ライダー対キングダーク』『フィンガー5の大冒険』『イナズマンF』『魔女っ子メグちゃん』。
  - 2011年10月21日発売の「復刻!東映まんがまつり1974夏」に収録される。
- グレートマジンガー対ゲッターロボ（1975年3月21日公開）
- グレートマジンガー対ゲッターロボG 空中大激突（1975年7月26日公開）
- グレンダイザー ゲッターロボG グレートマジンガー 決戦! 大海獣（1976年7月22日公開）

### OVA作品
年代は発売された年。設定、世界観などは作品毎に独立している。
- 真（チェンジ!!）ゲッターロボ 世界最後の日（1998年）
  - ゲッターロボ、ブラックゲッター、ゲッターロボG、真ゲッターロボ、真ゲッタードラゴンが登場する。
- 真ゲッターロボ対ネオゲッターロボ（2000年）
  - ゲッターロボ、ネオゲッターロボ、真ゲッターロボ、神ゲッターロボ（設定画ではヨロイゲッターとなっている）が登場する。
- 新ゲッターロボ（しんゲッターロボ）（2004年）
  - ゲッターロボ、プロトタイプゲッターが登場する。この作品のゲッターロボは全く新しいデザインで、旧デザインのゲッターロボが「プロトタイプゲッター」の名前で登場する。

### ドラマCD作品
- スーパーロボットミュージアム ゲッターロボVSゲッターロボG[16]
  - 同名の漫画エピソード[12]（『真ゲッターロボ』第1話[注 14]）のドラマCD版。一部原作漫画から変更があり（TVアニメ版の大枯文次や、敷島博士・ニオン・ジャテーゴといった他の作品のキャラクター、ドグラやネオメカザウルス・ジャキオー[注 16]の登場など）、TVアニメ版と漫画版の複合設定となっている。また、TVアニメ版に登場したキャラクターは、そのキャストに準じている。

### 小説作品
2001年に電撃文庫から発売、たかしげ宙著。漫画版を基にしているが、時代設定が21世紀初頭になったため、ハヤトのプロフィールが大幅に変更されている。第1巻が発売されたのみで未完のままになっている。カバーイラストと挿絵は石川賢による描き下ろし、ゲストイラストを村枝賢一が寄稿している。

### 英語版タイトル
当初の海外放映時タイトルは『Space Robot（スペースロボット）』となっていたが、近年は『Getter Robot』という名称を用いられることが多い。
また1990年代半ばには漫画版『ゲッターロボ號』の初期エピソードが北米ビズメディア社から『VENGER ROBO』のタイトルで英訳出版されている。

## 登場人物
・以下、特に断りが無いものはTVアニメ版のみのキャラクターであり、漫画版とは石川賢執筆の中でも「週刊少年サンデー」ならびに月刊「冒険王」に連載されたものを指す。

### ゲッターチームと早乙女一家
流 竜馬（ながれ りょうま）
声 - 神谷明
アニメ版
高校三年生で18歳（17歳）。愛称はリョウ。浅間学園に通う高校生。サッカー部のキャプテン。サッカー部のコーチであった早乙女達人が恐竜帝国の襲撃で戦死したため、その敵討ちを誓い、イーグル号とゲッター1のパイロットの座を達人から引き継ぐ。性格は真面目で責任感の強い熱い優等生タイプ。ゲッターチームのリーダーを務める。学校の寮では隼人、武蔵とはルームメート（第8話）。当初は軽度ながら高所恐怖症であり、空戦メインのゲッター1の搭乗者として適性を疑われた時もあったが、本人の努力で克服した（第4話）。両親は健在で、九州で“杉の子学園”という施設を運営している。父・竜作は教師にして剣道の師範でもあり（第19話）、竜馬本人も剣道の心得がある（第40話ほか）。母は（第19話の時点で）病に伏せっているらしいが、それ以後は特に言及されていない。唯一正規のパイロットスーツを着用している。愛車は黄色いサイドカーで、隣には主に武蔵を乗せることが多い。出身地は九州であるが中学時代から親元を離れている描写があり、中学1年生の夏休みに帰省した折、目の前で妹・ジュンを交通事故で亡くしている（第34話）。
漫画版
幼少の頃から父・流一岩による過酷な特訓を受けながら育った空手の達人。初登場回では空手の全日本武道大会へ乱入し、一岩の空手を「危険すぎる」として空手界から締め出した館長以下その場にいた全員をひとりで倒し、大会をぶち壊しにして復讐を果たし去って行った。その姿が政府の調査員の目に留まり、彼らの通報を受けた早乙女博士が試しにけしかけた殺し屋たちをことごとく素手で返り討ちにした事で、ゲッターロボの第一号パイロットに選ばれた。拉致同然の状態でスカウトされたため最初は激しく反発していたが、恐竜帝国の脅威と早乙女博士の覚悟を見て戦うことを決意する。
後の戦いで恐竜帝国基地の動力炉の爆発に巻き込まれた際に、百鬼帝国の工作員によって秘かに救出され記憶を失ってしまったが、武蔵の死をきっかけに取り戻す。
言動は粗暴だが、恐竜帝国の基地内にあった人間虐殺研究所で人体実験に使われていた人々を見つけた際は戦いに巻き込むことを拒み、細菌兵器の犠牲になった少年の死に怒りを燃やし、アトランティス人を勘違いで攻撃したと思いこんだ際には真摯なまでの謝罪の言葉をかけ、（後年の漫画版『ゲッターロボ號』において）自らの空手道場の門下生の少年が麻薬の犠牲になった際には麻薬を流通させた暴力団に報復を行なうなど、情に篤く常に自らの正義を貫こうとする熱血漢。

神 隼人（じん はやと）
声 - 山田俊司
アニメ版
高校三年生で18歳（17歳）。ジャガー号とゲッター2のパイロット。浅間学園の生徒。スポーツ万能で、サッカー部主将の竜馬、柔道部主将の武蔵からも入部を勧誘されていたが相手にしていない。ニヒルで孤高の一匹狼的性格。気障な皮肉屋であり、決して素直に感情を示さないため、他人から誤解を受けやすい。早乙女ミチルに3年前に亡くなった母の面影を見つけ、ひそかに慕っており（第4話ほか）、ゲッターチームに参加するきっかけも、ミチルが危機に陥っていたためである（その後、続編『ゲッターロボG』の百鬼帝国との決戦の際には、ミチルとの仲が急速に深まる）。趣味はハーモニカを吹くことで、母の形見の十字架を肌身離さず持っている。当初はかなりの自信家で、実際に竜馬の能力を上回る描写もたびたび見られた（第12、14話など）。第33話では竜馬のリーダーとしての命令に反して一人で突っ走ったことから、ついに殴り合いになるほど激しくぶつかり合うが、戦いを通して次第にお互いを認め合うようになっていく。やがてゲッターチームのリーダーとして竜馬に確たる信頼を寄せるようになり（第40話ほか）、サブリーダーとしてサポートしていくことになる。家族は父と姉（母はすでに故人）。続編『ゲッターロボG』も含めて、姉は何度も敵の手に落ち（第16話ほか）、父親との確執も描かれた（第45話ほか）。戦闘服は自前のライダースーツとヘルメット。愛車はチョッパーハンドルに背もたれが付いたバイク。趣味は登山なのか、山や山登りのことになると少々うるさい（第39話）。
漫画版
自らの知略と統率力を以って校舎の一角を占領した学生運動のリーダー。初登場回においては要人テロ計画中に組織からの逃走を図った部下たちに対して、顔の皮を剥ぐ・目を潰す・耳と鼻を素手で引きちぎるなどの私刑を自らの手で平然と行うなど狂気をはらんだ描写が見られる。
早乙女博士曰く、小学生の頃はIQ300の天才とマスコミに騒がれ、中学では体操で鍛えスーパーマンと言われていたという。野獣のように身が軽く、反射速度もタフさも常人離れした領域にあり、戦闘力も竜馬に引けを取らない。ゲッターロボの乗組員にスカウトするため学校へ乗り込んで来た竜馬と戦っている最中に、恐竜帝国の襲撃に遭い、その騒動のなか強制的にジャガー号へ搭乗させられた。当初は状況が飲み込めずパニックに陥っていたが、その後、人類全体が恐るべき敵の脅威にさらされていることを理解すると、正式なパイロットとなって戦いへと身を投じていくこととなる。
戦いの非情さというものを理解しており、必要とあらば自分を含め犠牲を出すことをいとわず、恐竜帝国によって人体実験に使われた人々を巻き込んででも敵を倒そうとしたり、（続編である『ゲッターロボG』では）自分の体が乗っ取られそうになったときは自ら舌を噛み切ろうとした。
一方で完全に情を捨てている訳ではなく、後に学生運動時代の部下達が百鬼帝国にサイボーグ化され、ついには自由意志さえも奪われて破壊兵器と化してしまった戦いでは、かつての自分が煽った革命思想の為に彼らを破滅に導いてしまったことについて苦悩する姿を見せている。
後に描かれた続編『ゲッターロボ號』漫画版では新生ゲッターチームの指揮官として登場する。

巴 武蔵（ともえ むさし）
声 - 西尾徳
アニメ版
高校三年生で18歳（17歳）。ゲッター3およびベアー号のパイロット。友人である流竜馬と同じく浅間学園に通い、柔道部の主将を務める。第1話でハ虫類が苦手という弱点が明かされるが、第2話で隼人の荒療治と自身の根性によってこれを克服する。当初は能力・性格とも対照的な隼人からかなり辛辣な批判を浴びせられていたものの（第5、14話ほか）、やがて信頼を得るようになっていく。次第にパイロットとしても成長していったが、最終回で自分のミスによってゲットマシンを喪失させてしまった責任から、単身コマンドマシンに乗って出撃。生きて帰ることを望みながらも、対空砲火で被弾したためにエンジントラブルを起こし、コントロールを失ったまま無敵戦艦ダイの口内に突入して相討ちになるという壮絶な最期を遂げる。
戦闘服は工事現場用のヘルメットと剣道着（剣道具）の赤胴と前垂れを着用し、マントを羽織っている。ゴーグルは水泳用のものを使用。下半身の前垂れの下は褌一丁である。なお、背中の日本刀は真剣であり、キャプテン・ギルバとの決闘の時に竜馬に貸し与えたこともあった（第40話）。家族は母のみ登場（第35話）。当初はコメディリリーフ（お笑い担当）であったが、大枯文次の登場で、その役割は次第に文次へとバトンタッチされる。ミチルへの愛情は誰よりも強く、そのために文次と揉めることも多い。自転車に乗れないため（第2、5、7話）オートバイは所持しておらず、竜馬のサイドカーに便乗することが多い。出身は北海道で、本人曰く大雪山で編み出したという柔道技「大雪山おろし」を得意とし（第1話）、これをゲッター3に応用して必殺技として使う。
映画『グレートマジンガー対ゲッターロボG 空中大激突』では、空魔獣グランゲンと空戦中に衝突する形で相討ちとなり戦死している。
漫画版
もとは北海道の東葉高校柔道部主将。戦いに巻き込まれて竜馬とともにイーグル号に搭乗したことがきっかけでゲッターロボに惚れ込み、のちに新たなパイロットとして自分を売り込んできた。適性がないと判断され断られるも諦めきれず、無理やりベアー号へ乗り込んで出撃した際に、竜馬と隼人が気絶してしまうほどの状況でも一人ぴんぴんしていたタフさと、戦闘の恐怖をものともしない剛毅さを証明して正式なパイロットになった。
恐竜帝国による早乙女研究所総攻撃に際し、竜馬が記憶喪失でゲットマシンに搭乗できない状況下で、新型ゲッターロボの完成までの時間稼ぎのために単身で出撃。ゲッター1でメカザウルスの軍勢と激闘を繰り広げ、最期はゲッターの腹部からフル稼働のエネルギータンクを自ら抉り出し、そこから漏れだすゲッター線で多くのメカザウルスを道連れに自爆・戦死した。
竜馬や隼人に比べるとアニメ版との差が少ないキャラクター設定となっている。アニメ版のようにハ虫類が苦手ということはないものの性格はほぼ同様で、元気に優しく接したりミチルに惚れるという一面も共通している。スポーツ歴（柔道）も同じで、漫画版では登場して間もなく「大雪山おろし」を生身で披露するシーンがあるが、武蔵の操縦によるゲッター3の活躍自体が存在しないため、アニメ版のようにゲッター3が「大雪山おろし」を繰り出すシーンは、後年加筆されるまで描かれなかった（「がんばれ!!ムサシ!」など）。
早乙女博士（さおとめはかせ）
声 - 富田耕生
アニメ版
ゲッター線研究の権威である科学者。ゲッター線の平和利用のために宇宙開発を目的としたゲッターロボを開発するが、恐竜帝国の襲撃で長男の達人が死亡し、竜馬達新生ゲッターチームとともに恐竜帝国（『ゲッターロボG』では百鬼帝国）と戦うことになる。服装は常に白衣に下駄履き。普段は優しく気さくな性格だが、当初チームワークが悪かったゲッターチームを叱責することも度々あった。
柔道の心得があるのか、武蔵（第10話）や恐竜兵士（第37話）を投げ飛ばすほどの腕前。
漫画版同様、2回ほど（第2話と最終回の第51話）パイロットが不在の折にゲットマシンに乗り込もうとしたが、どちらも武蔵の奮起で出撃には至らなかった。『ゲッターロボG』第1話でもポセイドン号に乗り込もうとしたが、車弁慶が乗り込んだため出撃に至っていない。なお『ゲッターロボG』第19話ではレディコマンドを操縦してゲッタードラゴンを援護している。
漫画版
ゲッターロボのパイロットにふさわしいか確認するため竜馬に殺し屋を差し向けて戦わせたり、実子・達人が恐竜帝国の先兵に襲われて助からないと知るや、敵もろとも竜馬の目の前で自らの手で焼き殺して恐竜帝国の脅威を訴え、さらにその非情な仕打ちをミチルに非難されてもゲッター計画完成のためには自分と竜馬だけでも助かればいいと発言するなど、目的のためには手段を選ばない苛烈な面が強調されている。もっとも心中では「ゲッターさえ完璧に動けば」と呟いており、ただ非情なだけの人物という訳でもない。早乙女研究所関係者には厳しいが、民間人に対しては保護も考える。容姿は頭髪や髭が白髪になっており、アニメ版より高齢の印象を与える。自分自身も戦えるように鍛錬を怠っていなかったらしく、3機揃ってのゲットマシン初陣には、まだパイロットが決まっていないベアー号を操縦し、後にゲッター3でも戦ってみせた。
『ゲッターロボG』の時期には多少なりとも余裕を感じるようになったらしく、苛烈な一面はなりを潜め、コミカルなところも見せるようになっていたが、『真ゲッターロボ』における弁慶の行方不明をきっかけとして豹変する。
早乙女 ミチル（さおとめ ミチル）
声 - 吉田理保子 / 吉田美保（スーパーロボット大戦シリーズ）
アニメ版
17歳。ゲッターチームの1人で、早乙女博士の娘。作中ではコマンドマシンを操縦してゲッターロボの支援にまわっている。浅間学園のマドンナ的存在で、巴武蔵や大枯紋次に好かれていたが、最終的には（続編『ゲッターロボG』の終盤で）隼人といい関係になっていた。
クルマの運転免許を持っている。雷が苦手。（第37話）
続編 『ゲッターロボG』の最終話では、行方不明になった隼人の代わりにゲッターライガーに搭乗した（第39話）。
漫画版
特に戦闘には参加していない。イモリに憑りつかれた兄（達人）を止むを得ずとはいえ、躊躇なく殺した父（早乙女博士）を「残酷な人」となじった。アニメ版と異なり、隼人や特定の人物と恋愛関係になることはなかった。
連載時やてんとう虫コミックスへの収録では、記憶喪失の竜馬を爆撃からかばって死んだかと思われた(明確な描写はなかった)が、その後の『ゲッターロボG』のエピソード「魔王鬼の挑戦」にて無事な姿が描かれ、続くエピソード「ブライ帝王怒る」では大臣から招待されたパーティに早乙女博士と共に何事も無く出席しており、（石川賢がインタビュアーにそのことを触れられた際、死んだわけではなく気絶していただけとして）生存していたことに設定された。
早乙女 元気（さおとめ げんき）
声 - 菊地紘子（菊池紘子）
早乙女博士の二男で小学生。当初チームワークが悪かったゲッターチームに意見するなど、しっかりした面も持っている。武蔵とは特に仲が良い。愛称は「元気ちゃん」。漫画版にも登場はしていたが特に目立った活躍はない。
早乙女 和子（さおとめ かずこ）
声 - 菊地紘子（菊池紘子） / 千々松幸子（第20話のみ）
アニメ版にのみ登場の早乙女博士の妻。親元から離れているゲッターチームの母親的存在で自宅で食事を御馳走することもある。戦時中の空襲で父母を亡くしトラウマとなっている（第20話）。
早乙女 達人（さおとめ たつひと）
声 - 野田圭一
アニメ版
早乙女博士の長男。浅間学園のサッカー部コーチでゲッターロボの正規パイロットであったが、メカザウルス・サキの攻撃により、練習機のゲットマシンに搭乗中に他の正規パイロット共々撃墜され死亡した。
漫画版
早乙女博士の長男。竜馬がゲッターロボへ搭乗するにあたりトレーナーとなるはずであったが、その前に恐竜帝国による早乙女研究所への奇襲の際に竜馬達をかばって逃走の時間を稼いでくれたものの、大量の生物兵器の襲撃を防ぎきれずに脳と体を支配されてしまい、反撃をためらう竜馬と哀願するミチルの目の前で、父親の早乙女博士によって火炎放射器の火炎を浴びせられて殺されてしまった。

### ゲッターチームの関係者
ジョーホー
声 - 富田耕生
武蔵の後輩で浅間学園の柔道部員。毬栗頭で丸眼鏡。不登校気味でしょっちゅう学校をサボっては自宅で奇妙な発明をしている（第7話ほか）。竜馬や隼人に後れを取る武蔵に献身的に尽くす。第7話によれば自宅は骨董屋を営んでおり、妹がいるらしい。意外にもトランペットが得意（第7話）。後に武蔵のためになると思案し、大枯文次に弟子入りする（第23話）。
大枯 文次（おおがらし もんじ）
声 - 矢田耕司
「浅間山の発明狂」を自称する発明家。真偽のほどはさだかでないが、本人の弁によれば国定忠治の子孫であり、彼を信奉している。外見は体育会系だが、学者・技術者としての実力は一流。ゲットマシンの出撃コース上に自宅兼研究所（「世界発明研究所」）があるため、出動の度に騒音に悩まされて早乙女研究所に抗議に乗り込んできた。そこでミチルに一目惚れして以後「ミチル姫」と崇め奉って付きまとうようになり、ゲッターチーム、特に武蔵と諍いが絶えなくなる。（以上、第23話より）
登場後は主に武蔵に代わってギャグメーカーを務めるが、後にゲッターナバロン砲の砲撃手となって活躍もする（第35話）。
『ゲッターロボG』での企画段階では戦死した巴武蔵に代わってゲッターチームに昇格する予定であったが、“武蔵に次いで戦死する流竜馬”という案が没になったこともあり、結局は実現しなかった）。
後のドラマCD『スーパーロボットミュージアム ゲッターロボVSゲッターロボG』では、早乙女博士をゲッター線研究に集中させたいというミチルの頼みで、早乙女研究所の副所長に就任していた（そのため「早乙女博士の一番弟子」を自認するほど、ゲッター線にも精通するようになっているらしい）。だが、もはや戦闘は防衛軍に任せるべきとの考えから、研究所の防衛システムどころかセキュリティシステムまで取り外してしまっていたために、地竜一族によるゲッターロボGの強奪を許してしまう。その責任を取ろうと、研究所を襲撃しに来たゲッタードラゴンに対し、ジープに何らかの火器を積んで立ち向かい、危うく命を落としそうになるが、間一髪で竜馬達の乗った旧ゲッターに救われている。
浅太郎（あさたろう）
声 - 緒方賢一
第23話から登場した文次が発明した万能ロボット。文次を「先生」と呼び、もっぱら助手・補佐役として行動する。間の抜けた外見からは想像もできないほど高度な人工知能を有しており、その機転で（メカザウルス・ギラの翼を噛みちぎって）ゲッターロボを窮地から救ったこともある（第23話）。ただし一言多かったり、肝心なところでドジを踏んだりするので、文次に怒られることもしばしば。便器から歯磨き、洗顔までの機能があり、頭のプロペラで飛行も可能。実際の描写に比べて明らかに巨大すぎ重すぎである、全長5m、体重46tとする資料がある。
神 大造（じん だいぞう）
声 - 矢田耕司
神隼人の父で、神重工業株式会社の社長。隼人が中学生の時に妻（明日香と隼人の母親）が病死しているが、その時にも仕事一辺倒だったこともあり、隼人は彼に反発し冷淡な態度をとっていた（第45話）。しかし『ゲッターロボG』（第29話）で、建設中だった神重工業ゲッター線研究所を犠牲にしてまで息子の隼人を助けたこともひとつのキッカケとなって和解する。
神 明日香（じん あすか）
声 - 菊地紘子（菊池紘子）
神隼人の姉。隼人が父に対して冷淡な態度をとっていたのに対し、姉の明日香とは仲がよい。隼人とは年に一度、母の命日に墓参りをしている（第4話）。第16話では恐竜帝国の手により、催眠術で操られてゲッター計画のための宇宙ステーション設計図を奪うことになる。
『ゲッターロボG』第6話では婚約者の坂崎と共に新早乙女研究所を訪れるが、百鬼帝国の手により坂崎を失うことになったり、第29話ではパリへの留学から帰国したところに百鬼帝国の攻撃を受け重傷を負ったりするなど不幸が多い。
流 竜作（ながれ りゅうさく）
声 - 神弘無 / 八奈見乗児（『ゲッターロボG』）
アニメ版での竜馬の父親。剣道の師範で、流一刀流免許皆伝の腕前。
妻が病に伏せったことから、九州で運営している“杉の子学園”を手伝わせるため、竜馬を連れ帰ろうとした。隼人と武蔵が2人がかりでも勝てないほどの達人。性格は竜馬を上回る頑固。（第19話）
『ゲッターロボG』（第31話）では現役で剣道大会（正確には全日本武道大会）に参加している。劇中のテレビ報道では65歳と紹介されていた。
流 一岩（ながれ いちがん）
漫画版での竜馬の父親で空手家。既に故人であり竜馬に抱かれて遺影として登場。日本全土の武道家に恐れられた道場破り。道場破りに身をやつしたのは、その強さを疎まれて悪評を立てられ道場が持てなかったため。竜馬の中に自分以上の才能を見出していたらしく、幼少の頃から犬と戦わせるなどの常軌を逸した修行を課していた。
巴 タケ（ともえ タケ）
声 - 菊池紘子
北海道で暮らす巴武蔵の母。武蔵が「ガールフレンドが出来た」と、集合写真をミチルとのツーショットのように細工した手紙を送ったため、未来の花嫁に会おうと研究所にやって来た（第35話）。なお、武蔵は戦闘中の危機などの恐怖に直面すると、しばしば「お母ちゃ〜ん」と口走る傾向がある（第5、7、10話ほか）。
敷島博士（しきしまはかせ）
声 - 矢田耕司（ドラマCD版『ゲッターロボVSゲッターロボG』）
漫画版とドラマCDに登場。早乙女研究所の地下研究所にひとり籠って武器の開発に没頭している研究者。旧日本軍では水爆の研究をも含む兵器開発に携わっていた。破壊と殺戮に独特の美学を持つ異常者でもあり、自分の作った兵器で殺された相手の死体を見るのを楽しみとする一方、自ら開発した武器によって自分自身が醜く殺されることをも夢見ているマッドサイエンティスト。早乙女研究所を襲撃した地リュウ一族の人質にされた際には、自分が貸し与えた武器を構えて対峙した竜馬に向かって、嬉々とした表情で敵もろとも殺してくれと懇願。その様子に怖れをなした敵が単独で逃亡を図ったところを、竜馬が討ち取って事なきを得たが、博士本人は自身の開発した武器で醜く死ねる絶好の機会を逸したことに深く落胆する様子を隠さず、一連の言動が敵を欺くための演技ではなかったことで竜馬を絶句させた。
百鬼帝国との戦いを終えた後の出来事を描いたドラマCD『スーパーロボットミュージアム ゲッターロボVSゲッターロボG』においては、浅間山に建てられた「ゲッター博物館」の館長として登場。再び戦いが起きた時に備えるべく、完全修復し保管していた初代ゲッターロボを竜馬たちに託した。『ゲッターロボ アーク』の時代においても、老いによる衰えをサイボーグ化で克服しており健在である。

### 恐竜帝国
帝王ゴール（ていおうゴール）
声 - 神弘無 / 内海賢二（スーパーロボット大戦シリーズ）
アニメ版
太古の昔、地上を支配した恐竜帝国の現在の帝王。身長2m、体重120kg。マグマ層に暮らす恐竜人を再び地上に戻らせるために、地上人類に対し戦争を仕掛けようとするが、恐竜人やメカザウルスの弱点であるゲッター線で動作するゲッターロボの打倒が、ゴール自身にとっても至上命題となってゆく。
任務に失敗した者や裏切り者はマグマに突き落として処刑する（第16話など）冷酷な性格であるが、娘である王女ゴーラに対して父親らしい愛情を向ける一面もある。また、原作漫画版の粗暴な性格とは違い、綿密な作戦を立てて指令を発することが多い。しかし、物語中盤からはより上位の存在である大魔神ユラーが登場したことで、さながら中間管理職の悲哀の如き様相を呈する。
最終話にて「無敵戦艦ダイ」を擁してゲッターチームを撃退し、ついに地上に拠点を築き上げるも、武蔵がコマンドマシンで「ダイ」に突入したことにより、制御不能に陥った「ダイ」の暴走で崩壊した拠点のシャンデリアの下敷きとなって死亡した。
漫画版
基本はアニメ版と同様で、恐竜帝国の王として爬虫人類を率いて地上を取り戻すことを悲願とし、その最大の障害となる（爬虫人類の弱点であるゲッター線を操る）ゲッターロボ・早乙女研究所を破壊するべく戦いを挑む。地底魔王ゴールと名乗っている。
アニメ版とは異なり、大魔人ユラーが登場しなかったため、最期まで恐竜帝国のトップの地位にあった。また、娘ゴーラも登場しない。
任務に失敗した者はゲッターロボに敗れて亡くなるため、マグマに突き落とすような描写は無い。地上の人類を根絶すべき対象と見なしているせいか「猿」呼ばわりしており、人類に対して徹底的に冷酷かつ粗暴に振る舞う。
竜馬が行方不明になった直後には、百鬼帝国の出現などから最大の脅威であるゲッターロボの撃破に焦り、万全な状態でないまま早乙女研究所に総力戦を挑むが、武蔵によるゲッターロボ自爆によって戦力のほとんどを失ってしまう。しかしそれでもなお自らとどめを刺そうと、残り少ない兵力を掻き集めて最前線に赴くも、武蔵の一命を賭した行動のおかげで完成した新ゲッターロボ（ゲッターロボG）の反撃を受ける。翻って脱出艇で帝国に逃げ帰ろうとするゴールだったが、時同じく百鬼獣の奇襲を受けて窮地に陥っていた恐竜帝国本土はすでにマグマ層に撤退しており、地上に置き去りにされてしまう。最期は帰るべき国に捨てられた帝王としての苦悩と無念を吐露し、脱出艇で単身ゲッタードラゴンに挑んで討ち死にしようとするが、百鬼獣の横槍でそれすら叶わず殺害される。
ブライ大帝からは見下されており、「世界の征服者になるにはまだまだ小物」「無能なくせに野望だけは一人前だった」などと物笑いの種にされていたが、後の続編『ゲッターロボアーク』では彼の息子達が登場して、より強力な形で帝国を再建しており、人材的には恵まれた環境にあった。
バッド将軍（バッドしょうぐん） / バット将軍（バットしょうぐん）
声 - 緒方賢一
アニメ版
第14話からガレリイ長官と共に登場した恐竜帝国の将軍。キャプテンを統率し、自らもメカザウルスに乗る勇猛な武人（第26話における帝王ゴールの言によれば、かつては名キャプテンとして名を馳せていたらしい）。その一方で、しばしば部下を見殺しにして一人脱出する姿も見られる（第39話など）。第50話でメカザウルス・ゴダに搭乗、海溝近くでゲッター3を捕縛したがゲッターミサイルによりゴダの脱出装置が故障。自らを道連れにゲッター3を海溝深くに沈めようとするも、再度ゲッターミサイルを受けてゴダとともに海の底に散った。
実は心臓が弱く、甥のザンキに命を狙われた際、前年に予備の心臓を右胸に移植していたことが明かされた（第18話）ほか、第32話でも病気に伏せっていることが語られている。いずれは帝王の座に就こうという秘かな野心を抱いていた（第26話）。
漫画版
帝王ゴールの片腕とも言うべき恐竜帝国の大幹部。一族と爬虫人類の繁栄を重んじ、野心もなく恐竜帝国のために専心する優秀な忠臣。
恐竜大隊による早乙女研究所総攻撃の緒戦において、ゲッターロボの異状に気付き警戒を促すも、ゴールに押し切られて増援を投入した。ゲッターロボ自爆後に早乙女研究所へ自ら攻め込もうとするゴールを諌めるも聞き入れられず、その留守中に受けた百鬼獣の奇襲による全滅を防ぐために、ゴールを見捨てて恐竜帝国をマグマ層に撤退させる無念の決断をした。
アニメ版のような身体の特徴（予備の心臓があるなど）は語られていない。
数十年後の『ゲッターロボアーク』の時代まで生きていたが、かなりの老人となっており、ボケが進行し隠居していた。
ガレリイ長官（ガレリイちょうかん）
声 - 山田俊司
アニメ版
第14話からバッド将軍と共に登場した恐竜帝国の科学技術長官。様々なメカザウルスや新兵器を開発した。作戦に従事していた配下の恐竜兵士たちを、さしたる理由も無く見捨ててひとりで脱出するといった、理不尽で非常な面を持つ（第26話）。バッド将軍とはお互いを政敵と認識していることもあって（第50話ほか）、作戦失敗の責任の擦り合いなどでしばしば対立する。ヘルメットの額部分に縦に並んだ3つの穴は映写機となっており、左耳の突起部をいじることで操作できる（第47話）。義手なのかどうかさだかでないが、三日月状の2本の鈎爪が付いた右手をしている。
最終話では、勝利の宴の最中に武蔵が搭乗したコマンドマシンの襲来を受け、酒に酔った状態で迎撃の指示を出したのが最期の描写。結果的にはその安直な指令が、「無敵戦艦ダイ」の暴走を招き、恐竜帝国壊滅の直接の原因となった。
漫画版
アニメ版同様に科学技術長官であり、役職は変わっていない。軍事に関わる多くの技術分野において優秀な科学者でもあり、メカザウルス・ゲラを作成した。なお小型ながらゲッタービームの再現に成功している。
バット将軍と共に生き残ったが、『ゲッターロボアーク』の時代では、竜馬達初代ゲッターチームと戦っていた時期の幹部がバット将軍のみとされている。
キャプテン
メカザウルスを操縦する、恐竜帝国の上級士官。本来は貴族の中から厳選され、ようやくなれるものだという（アニメ版第16話）。戦局を冷静に見据える者や野心を抱く者など、印象的なキャラクターが多い。
キャプテン・グラン
声 - 田中亮一
第8話に登場した最初の恐竜帝国のキャプテン。原子力研究所ジャックを命ぜられるも、ゲッターロボを倒すことこそ先決と主張する。超高速メカザウルス・ギロを駆り作戦に向かう途中にゲッターチームと遭遇し、ゲッター2を追い詰めるが、隼人の知略に敗れる。今際の際に「地球侵略のためには、まずゲッターロボを倒すこと」とゴールに進言し、潔く自決する。容姿はギロと瓜二つ。
キャプテン・ラドラ
声 - 緒方賢一
第9話に登場。「栄光か死か」という帝王ゴールの檄を受け、シグザウルスでゲッター1に挑んだすえ敗北するが、無益な殺生を望まない竜馬に救われる。 その後の再戦で今度はゲッターロボを動作不良にまで追い詰めるが、溶岩に飲まれそうになる街を身を挺して守ろうとする竜馬達の姿に心を打たれ、街とゲッターロボを救った。
だが、その行為がゴールの怒りを買い、遠隔操作によってシグザウルスの自爆装置を作動させられると、ゲッターチームを巻き込まないよう離脱し、自らの良心と名誉を誇りつつ大空に散る。その最期は竜馬達の心を打ち、恐竜帝国にも人間と変わらぬ高潔で義理堅い者がいる事を印象付けた。
キャプテン・バルキ
声 - 緒方賢一
第11話に登場。ゴールも全幅の信頼を置く、狡猾な策士。囮のロケットで隼人と武蔵を誘い出した隙に、頭部が鋭いドリルとなるメカザウルス・ギリで早乙女研究所を攻撃。敗退したかに見えたが、人間に変装させた部下を研究所に送り込み、破壊工作を行なわせるという二段構えの作戦を仕掛けた。修復したギリで再度決戦を挑むも、ゲッター2とのドリル対ドリルの戦いに敗れる。
キャプテン・ガルマ
声 - 若本規夫
第14話に登場。バット将軍の腹心の部下。高速回転する刃のプロペラを持つメカザウルス・ギイでゲットマシンが合体する前に倒そうとするが、失敗し一時撤退。立体映像を用いた囮作戦で再度ゲットマシンを狙うも、またしても失敗し、血気に逸るあまり撤退命令を無視して突撃。お互いの長所を生かし、状況に応じて戦う竜馬たちのチームワークの前に敗れ去った。
キャプテン・クック
声 - 赤羽根明
第16話に登場。メカザウルス・ゲルで早乙女研究所を襲撃するも、バリアで片翼を破損してしまい、戦わずして逃走。怒ったゴールにより処刑される。
キャプテン・シック
声 - 赤羽根明
第16話に登場。妖術を使う地竜一族の一員で、強制労働を強いられていたが、その高い能力はゴールも認めており、キャプテン・クックの後任として抜擢された。隼人の姉・明日香を利用してゲッター計画を頓挫させ、その功により勲章を与えられてゲッターロボに挑む。しかしゲッターロボをマグマ層におびき寄せる作戦は、恐竜帝国の位置を判明させる恐れがあったため、ゴールに切り捨てられてしまい、マグマに飲まれ死亡。
キャプテン・ルーガ
声 - 菊池紘子
歴戦のキャプテン達
キャプテン・ザンキ相手のキャプテン軍団。全員ザンキに血祭にされた。
キャプテン・ザンキ
声 - 野田圭一
第18話に登場。バット将軍の甥で、それまで武者修行をしていた。メカザウルス・ゼン1号を犠牲にした威力偵察の後、早乙女達人の友人・右京哲に化けて早乙女研究所に潜入、時限爆弾ゼロをイーグル号に仕掛けて出撃不能にし、メカザウルス・ゼン2号で早乙女研究所を破壊した。この功績からバット将軍直属の参謀に任命されるが、さらなる地位を望んで叔父のバット将軍暗殺を謀り、失敗して帝王ゴールによって処刑された。
キャプテン・ドロス
声 - 長谷川克弘
キャプテン・ヨギラ
声 - 緒方賢一
キャプテン・アラン
声 - 矢田耕司
キャプテン・エラン
声 - 緒方賢一
キャプテン・バミラ
声 - 田中亮一
キャプテン・ギバラ
声 - 矢田耕司
キャプテン・ギット
声 - 緒方賢一
キャプテン・ザット
声 - 山田俊司
キャプテン・ビット
声 - 田中亮一
キャプテン・ビクト
声 - 神弘無
キャプテン・ギラン
声 - 矢田耕司
キャプテン・キザラ
声 - 矢田耕司
キャプテン・ゼオラ
声 - 緒方賢一
キャプテン・マズマ
声 - 緒方賢一
キャプテン・ザラン
声 - 緒方賢一
キャプテン・マンダ
声 - 緒方賢一
キャプテン・ギルバ
声 - 矢田耕司
キャプテン・イザナ
声 - 矢田耕司
大魔人ユラー（だいまじんユラー ）/ ユラー大帝（ユラーたいてい）
声 - 矢田耕司
アニメ版にのみ登場する帝王ゴールの上に立つ恐竜帝国の影の支配者。第27話（第26話ラストでは唸り声のみ）からゴールの地上制覇の進行の遅さに業を煮やして登場した。身長13m、体重3.2t。火山を噴火させる念力（第38話）やテレパシー、未来予知などの超能力を持っている（第31、34話ほか）。普段は帝国の最深部にある地底大神殿に潜んでおり、ゴール以外にはその存在を知る者はなく（第31話ほか）、謁見を許されるのもゴールだけであったが、終盤に恐竜帝国の真の長として姿を現す。ゴールに作戦を授けるもバッドやガレリイの足の引っ張り合いなども災いして、ことごとく失敗に終わる。
独自の部下（ユンケなど）やメカザウルスがおり（「無敵戦艦ダイ」もその1つである）、予備のマシーンランドも持っている（第49話）。
最終話で、ゴールと同じく暴走した「無敵戦艦ダイ」に踏み潰される最期を遂げた。
早乙女 ミユキ / 恐竜王女ゴーラ（さおとめ ミユキ / きょうりゅうおうじょゴーラ）
声 - つかせのりこ / 天野由梨（スーパーロボット大戦シリーズ）
第22話に登場した早乙女博士の養女であり、早乙女ミチルの義理の姉。
5年前に突然失踪していたが、その正体は恐竜帝国の帝王ゴールの娘・王女ゴーラで、13年前にスパイとして人間の姿に変えられた上で早乙女家に送り込まれ、ゲッターQの設計図ができあがったところでそれを盗み出して帝国に戻っていた。しかし人間（特に養父である早乙女博士）への情が移ったがゆえにゲッターロボと戦うことを拒み、ゲッターQを自ら破壊しようとするまでに思いつめる。恐竜帝国の“成人の日”である皆既日食の日には本来の姿に戻るため、その前に最後の別れがしたいと1日だけ研究所を訪れ交流を深めたことでさらに苦悩を深めてしまう。元の姿に戻った後はゲッターQに乗って現れ「ミユキはたった今自分が殺した」と言うことで、怒りに燃えるゲッターチームの猛攻をあえて受け、心を通わせた竜馬の手によって死ぬことを望むが、最後は自らの援護に来たメカザウルス・ギンの攻撃からゲッター1をかばい、実父と養父それぞれに謝罪と別れの言葉を残し、ギンもろとも谷に落ちて壮絶な自爆を遂げた。
女竜戦士ユンケ（じょりゅうせんしユンケ）
声 - 菊地紘子（菊池紘子）
第34話に登場した大魔人ユラーの秘蔵っ子で帝王ゴールをも脅かす女竜戦士。自らも巨大化しメガザウルス・ウビに跨りゲッターロボに挑む。故人である竜馬の妹・ジュンに生き写しの少女・片桐ジュンとして竜馬の前に現れ、心を許してきた彼に音楽による催眠暗示を施すことで、メガザウルス・ウビと戦闘中のゲッター1にゲッターナバロン砲の砲身を切断させた。正体を見破られた後の再戦ではゲッター1を火山の火口に叩き落とすも、実の妹のように親身になってくれた竜馬に対する思慕の念からゲッター1を助けてしまったうえ、襲来したメガザウルス・アローの射撃からもかばってアローと相討ちとなり、メガザウルス・ウビとともにマグマの中に落ちていった。
恐竜人（きょうりゅうじん）
アニメ版の恐竜帝国に属する種族の総称を指す（第31、40話など）。爬虫類から進化した知的生物で、高い知能と人間に近いメンタリティを持ち、科学力も文明も高度に発達している。ゲッター線を弱点とする一方、放射能（ウラン）にはまったく影響を受けない（第31、32話ほか）。
恐竜兵士
声 - 戸谷公次 / 神谷明 / 山田俊司 / 緒方賢一 ほか
アニメ版の恐竜帝国の一般兵。戦闘爆撃機に搭乗したり、キャプテンとともにメカザウルスに同乗して操縦を担当することもある。みな一様に緑色で面長顔といった容姿をしている。
爬虫人類（はちゅうじんるい）
漫画版の恐竜帝国に属する種族の総称を指す。こちらは獣的な要素も多く人類を食する野蛮な輩もいるが、アニメ版と同様に高度な文明と科学技術を持ち、ゲッター線を弱点とする。種族通じて驚異的な生命力を持っている。一部の例外を除けば、人間を「猿」と蔑み、実験用のモルモット程度にしか思っていない者が多く、人類にとって和解が甚だ困難な種族。
地竜一族（ちりゅういちぞく）
恐竜帝国の中でも特殊な能力を持ち（アニメ版第16話では「妖術を使う忍者一族」と説明されている）、一種の奇形とされて一般の爬虫人類から忌み嫌われ、帝王ゴールからも恐れられた結果、奴隷的境遇へ追い込まれ帝国の最下層で強制労働を強いられていたが、それゆえにその高い能力をゲッターロボに苦戦する帝王ゴールに利用される羽目になる。登場は第16、28、32、37話。
地竜一族は原作漫画版にも登場するが、帝国内で管理され虐げられている一族という以上の詳しい説明は無い。ただアニメ版ではもっぱら普通のキャプテンとしてメカザウルスを操縦するばかりだったのに対し、ニオンに率いられた地竜一族の潜入部隊が早乙女研究所を襲撃、数々の特殊能力を披露した。
ドラマCD『スーパーロボットミュージアム ゲッターロボVSゲッターロボG』では、後の『ゲッターロボ號』に登場する、女帝ジャテーゴ率いる新生恐竜帝国の工作員部隊として登場。ゲッターロボGを強奪する他、キャプテン・ニオンがネオメカザウルス・ジャキオーで竜馬達が乗るゲッターロボと対決する。
氷竜一族（ひりゅういちぞく）
アニメ版第46話に登場。北極の氷の下での生活を強いられていた一族で、恐竜離れした容姿を持つ。UFO（空飛ぶ円盤）で国連本部前に現れてアンドロメダ第4惑星人を騙り、ゲッター線の収集が宇宙嵐を招いているとして、その使用中止を訴えた。まんまと誘導された世論によって、早乙女研究所は活動の停止を余儀なくされ、ゲッター線の収集・補給もままならない状態でメカザウルスの猛攻にさらされてしまう。
画面に登場した氷竜族はキャプテン・サウスとキャプテン・スノウの2人だけであるが、メカザウルスに随伴するなどして多数現れた円盤それぞれにも、氷竜族が乗っていたものと推測される。詳細は語られなかったが、北極を離れての暮らしは許されていなかったようで、作戦が成功すれば温かい地域への一族の移住を認めるとゴールに約束されていた。

### その他の人物
ジャック・キング、メリー・キング
声 - 井上真樹夫（ジャック）/ 菊池紘子、中谷ゆみ（スーパーロボット大戦シリーズ、メリー）
アニメ版第21話のゲストキャラクター。テキサスマックを開発したキング博士の子供たちで、親善のためにアメリカから来日した。兄のジャックはテキサスマック本体のパイロットで、妹のメリーはハットマシンのパイロット。メリーは礼儀正しく友好的であるのに対し、ジャックは慇懃無礼で尊大なところがあり、テキサスマックを誇るがためにゲッターロボを侮り、初対面のゲッターチームを、「3人揃って1人前」などと挑発し侮辱する態度を見せた。
メリーは英語混じりの日本語を喋るが、ジャックは冷静に普通の日本語を話す。
「スーパーロボット大戦シリーズ」ではジャックも英語交じりの日本語になっている。『第4次スーパーロボット大戦』では、本当は原作であるアニメ版のように流暢に日本語を話せるが、わざと怪しい日本語で話しているという事実が明かされている。なお、この特徴は後のOVA『真ゲッターロボ対ネオゲッターロボ』に逆輸入されている。

ブライ大帝（ブライたいてい）
TVアニメ版では、新たな敵として最終回ラストシーンにのみ登場。
原作漫画版では第三勢力の百鬼帝国の支配者として、物語中盤よりゲッターチームと恐竜帝国との戦いに介入し、帝王ゴールに宣戦布告する。当初は本格的な参戦は控え、漁夫の利を得ようと両者の戦いを傍観していたが、恐竜帝国が早乙女研究所総攻撃によって隙を見せたことで、百鬼獣を使って恐竜大隊の戦力に大損害を与え、さらに帝王ゴールと新ゲッターロボとの一騎打ちに割って入ってゴールを惨殺。ゲッターチームの新たな敵として立ちはだかる。

グラー博士（グラーはかせ）
TVアニメ版では、ヒドラー元帥とともに最終回ラストシーンにのみ登場。
原作漫画版では第三勢力である百鬼帝国の尖兵として、物語中盤より暗躍する。Y市総合病院の院長として、市民のほとんどを密かに鬼に改造し、一方で遭難して一時記憶を失っていたリョウを角から発する光線（あるいは電波？）で催眠洗脳状態にして操り、早乙女博士を誘拐させようとした。普段は額から生えた一本角の鬼だが、鬼に改造したY市の人々を操る際には何らかの機械と頭部を接続し、頭頂部からは巨大な二本の角を生やして指令を発信をしていた。また、その装備をしたときのみ使える能力かどうか（機械によるサポートが必要か）は判らないが、一本角から電撃を放射してハヤトを焼き殺そうとしている。

## 登場メカ

### ゲッターチーム
ゲッターロボ
初代ゲッターロボ。イーグル号、ジャガー号、ベアー号の3機のゲットマシンが合体する巨大ロボット。3機の組合せでゲッター1、ゲッター2、ゲッター3という、空・陸・海それぞれに適応した3タイプの形態に変形するため、“チェンジ・ロボット（アニメ版第1、2話ほか）”の異名を持つ。合成鋼Gで造られており、ゲッター線をエネルギーにして動く（後述）。
TVアニメ版では元々は宇宙開発のために開発されたロボットであり、練習用と戦闘用の2種類が製造されていた。第1話では、武装のない練習用ゲッターロボがメカザウルスに応戦できず撃破され、乗っていた正規パイロットが死亡してしまったため、"兵器を備えた戦闘用のゲッターロボ（第1話の早乙女博士のセリフより）"に同乗して貰うために、竜馬が隼人と武蔵に声をかけたことがゲッターチーム結成のきっかけとなる。なお第2話でムサシの敵前逃亡による合体解除で、早々にメカザウルスに敗北を喫している。
ゲッター1合体の際に機体を取り囲む光のエフェクトはバリヤーという設定であるが、練習用ゲッターロボも同様のバリヤーを纏っていながら、ゲッター1への合体中にメカザウルスの攻撃を受け、その効果も無く撃墜されてしまっている（アニメ版第1話）。また、その後も特にバリヤーへの言及や、効果についての描写や説明はされていない。
- 同じ3機が組み代わって合体するというのに、なぜか3形態ごとに重量が異なるという設定がある。

ゲッター1では、ジャガー号の後部にベアー号が連結し、その後イーグル号の後部に連結する形になるが、この際イーグル号のみ他の2機に対して上下の向きが逆さになる（イーグル号状態の時のリョウの頭上の向きが、ゲッター1の正面の向きになる）。ただし、アニメ版のオープニングでは、ジャガー号のみが他の2機に対して逆さになっている（＝ベアー号の向きが本編劇中と逆になっている）。他にもアニメ版第4話や漫画版で、3機とも同じ向きで合体しているシーンがある。
ゲッター2では、ベアー号の後部にイーグル号が連結し、その後ジャガー号の後部に連結する形になるが、ゲッター1と異なり3機とも同じ向きになっている（ただし、第33話では3機ともコクピットを上にして合体したのに、俯せ状態のゲッター2となる描写がある）。ゲットマシン状態の時のパイロットの頭上の向きが、ゲッター2の正面の向きになる。
ゲッター3では、ジャガー号の上面にイーグル号が垂直に突っ込み、その後部にベアー号が連結する形になるため、ジャガー号のハヤトから見れば正面がそのままゲッター3の正面となり、ムサシとリョウがゲットマシン状態の時の頭上の方向が、そのままゲッター3の正面になる。
なお、最終回でゲッターロケット弾を撃ち込む作戦を（結果的に失敗に終わったが）決行したときには、ロケット弾を連結させるために、イーグル号→ジャガー号→ベアー号の3機ともパイロットの向きが同じ向きになっていたが、ゲットマシン自体は連結していなかった。
原作漫画版では、恐竜帝国との戦いを見越した早乙女博士によって戦闘用に開発されていたため、パイロットにかかる負荷が凄まじく（そのためパイロットの選考基準は厳しく、竜馬達がスカウトされるまでに349人もの候補者が脱落している）、その心身への極限のストレスに耐えられる、常人離れした体力と回復力と機転と剛毅さを併せ持った竜馬らがパイロットに選ばれた。その後の時代のゲッターでも合体事故や厳しい戦闘にパイロットが耐え切れず、死者を出している。
コクピットを収めた操縦カプセル（名称は設定画の書き込みに拠る）は磁力によって支えられており、常に水平を維持する機能を持つため、各形態に合体後は正面を向く仕組みになっている。このためゲットマシン時は直接視認（有視界）で操縦するのに対し、合体後のロボ形態では（ゲットマシンの風防が上を向くことから）当初は間接視認（モニター）で操縦されていた。この弱点を恐竜帝国に看破され（学年誌漫画版ではロボ形態時のカメラやレーダーのある頭部への攻撃を受け、アニメ版では妨害電波でモニター表示を乱され）敗北を喫したため、対策として各形態でイニシアチブをとるゲットマシンの操縦カプセル（コクピット）は、合体後に頭部へ移動し、額（ゲッター1、2）もしくは目（ゲッター3）のフロントガラス（ゲッター線強化ガラス）越しに有視界で操縦するという改修が加えられた（アニメ版第30話）。
合体状態では各コクピットは通路で繋がれ、梯子などを伝ってパイロットが往来できる（アニメ版第29、31、32、42、49、51話ほか）。のみならず第18話ではゲッター1の左腕を失った開口部からハヤトとムサシが内部に乗り込んでおり、腕にも通路が延びていることが窺える。
分離の際のかけ声は「オープン・ゲット」。変形する際だけでなく、ゲッターロボの状態での回避動作では間に合わない際の緊急回避、敵に絡め取られて動けない状態になってしまった時の脱出など、状況を立て直す際に使うことも多い。編隊飛行から散開する際（アニメ版第33話）や、戦闘終了後の分離では「オープン・フォーメーション」と叫ぶ場合（アニメ版第27、42話など）もある。
ゲッターロボの各形態はパイロットが3人全員がそろっていなくても一応は操縦可能。その場合、パイロット不在のゲットマシンは自動操縦となる。ただし早乙女博士の話によれば、（有人の）ゲットマシン3機がゲッターロボに合体することで9倍の力を発揮するのに対し、自動操縦の機体があるとそのバランスが崩れてパワーが半減するという（アニメ版第4話）。しかし後に改良されたのか、あるいは技量が向上してカバーできたのか、アニメ版第47話ではゲッター1合体後にフルオートに切り換えてからムサシが昏倒したものの、メカザウルス・バンを難なく撃破してみせている。
完全な無人状態での自動操縦（「オートコントロール」）も可能であり、アニメ版第49話でのゲッター2による戦闘のほか、第29話ではゲッター1への合体からの戦闘までこなしている（劇中では早乙女博士の「ゲッター1にチェンジしろ!」の声に反応して操縦桿が動く描写があり、音声による簡易な指示でコントロールできる模様）。
アニメ版第51話ではゲットマシンの状態で三段式ゲッターロケット弾の連結作業中にダイの攻撃を受け撃墜されたが、最終的に続編『ゲッターロボG』第1話冒頭で、武蔵の葬儀と併せて、あらためてゲッター1の形にした上で爆破処分された。一方、漫画版では恐竜帝国との総力戦において、武蔵の手によってメカザウルス軍団を道連れに自爆したものの、その後に描かれた続編において、完全に修復されて浅間山のゲッター博物館に寄贈されていたことが明かされた。しかし、恐竜帝国残党によるゲッターロボG強奪事件を機に、再び実戦に投入されることになる。
ゲッター1
空陸戦を得意とするゲッターロボの第1の形態。イーグル号：頭部、ジャガー号：腕部と腹部、ベアー号：脚部で合体後完成する。全高38m、重量220t、75万馬力。六角形の組み合わせが顔になるという斬新なデザインを持つ（TVアニメ版は、肩の色や脚部の赤いライン、顔の亀甲模様の数が原作漫画版と異なり、簡略化されている）。顔のデザインモチーフは「亀の甲羅」である。マント状の翼ゲッターウィング（別称、反重力マント。アニメ版第21話ではミチルが「フライウイングス」とも呼んでいる。）を背部から出し、反重力回路によって（アニメ版第3話）飛行することができる。最高飛行速度はマッハ2。元々は宇宙開発のためのロボットなので、成層圏突破や大気圏突入、さらには宇宙空間での活動も可能である（アニメ版第33、45話など）。最強の武器である「3万度の熱線」ゲッタービームを放てるのはこの形態のみとされている（ただし後述のとおり、漫画版ではゲッター2も両目からゲッタービームを発射している）。また、アニメ版第2話で海中ではゲッター1の武器は使用できないと早乙女博士が発言していたが、改良でもされたのか第13話では特に支障なくゲッタービームが使用されている。他にも左右の肩のボタン状の装置から取り出すゲッタートマホーク（当初はマントから変形する剣を使用する予定だったが、同時期に放映していた『グレートマジンガー』とのイメージ重複を回避するため、トマホークに変更された経緯がある）や，外腕部のゲッターレザー（未使用）などの武装がある（学年漫画誌版では、ゲッターレザー部を撃ち出して敵を切り裂く、ゲッターハリケーンカッターなる新兵器も登場している）。ゲッタートマホークは複数内蔵されており、アニメ版第17話では7本以上（うち4本は確実に左肩から）取り出している。その投擲技であるトマホークブーメランは7km離れた敵を攻撃可能。格闘の技として急降下キックであるゲッターキック、ダブルキック（第2、19話）などもある。後年創られた作品によってはミサイルマシンガンやゲッターマシンガンなどの射撃武器を携行することもある。当初はモニター映像の間接視認による操縦であったが、合体後はコクピットが頭部へ移動し、額のフロントガラス（ゲッター線強化ガラス）越しに有視界で操縦するよう改修された（アニメ版第30話）。なお、ゲッタービーム発射口からは消火液を噴射することも可能（アニメ版第39話）。また、コクピットのハッチ（アニメ版第18話）のほかに、頭頂部（アニメ版第38話）やゲッタートマホークの射出口（アニメ版第30、43話）にもハッチがあり、ゲッター1形態のままで乗降に使用できる。
ゲッター2
陸での高速移動および地中活動が可能なゲッターロボの第2の形態。ジャガー号：頭部と腕部、ベアー号：腹部、イーグル号：脚部で合体後完成するゲッターロボ（少年サンデー版では、腕部をベアー号が構成する描写もある）。全高38m、重量200t。左手がドリルアーム、右手がペンチ型のゲッターアーム（300tの握力を誇り、敵の肉体の一部をねじきることも可能）と、宇宙開発用であることが偲ばれる形態。地上・地中戦向けで加速性能に優れており、高速移動による分身の術ゲッタービジョン（移動速度は最大マッハ3）を使って、円形状に敵の周囲を走行し虚を突いて攻撃する（アニメ版第27話ほか）。最高走行速度に達するときはゲッターマッハと呼称される。ドリルで地中に潜って掘り進むことができる上にドリルストームという竜巻をおこすことができる。また、ドリルは発射して遠距離攻撃武器としても使用可能（TVアニメ版第27、32話などではドリルパンチ、OVAではドリルミサイル、漫画版では「ドリルロック」と名称が異なる）。機体全体をきりもみ回転させて体当たりをかけるゲッターストームという技もある（アニメ版第25話）。また、飛行こそできないが、足の補助ロケットを使って45mのジャンプが可能である（しかしアニメ版第42話などでは飛行可能のように描かれており、「脚部スラスターで飛行にも対応している」とする解説もある）。ほかに漫画版では、地中で目からゲッタービームを発射している描写がある。アニメ版第48話では、敵の本拠地「マシーンランド」を襲撃するために、ゲッターアームの基部にゲッター線銃が追加装備されたほか、耐熱のための磁力被膜装置も装備されたことで、マグマ層でも一時間は行動出来るようになった。当初はモニター映像の間接視認による操縦であったが、アニメ版第30話以降、合体後のコクピットが頭部へ移動し、額のフロントガラス（ゲッター線強化ガラス）越しに有視界で操縦するよう改修された（アニメ版第31、49話ほか）。左足の踵（アニメ版第28話）やドリルの先端（アニメ版第49話）に出入り口がある。なお、ガレリイ長官によると、ゲッターロボとしての力は地底では3分の1に落ちてしまうという（アニメ版第26話）。
ゲッター3
重量戦および水中活動に適したゲッターロボの第3の形態。ベアー号：頭部と腕部、イーグル号：腹部、ジャガー号：下半身で合体後完成するゲッターロボ。全高20m、重量250t。主に不整地や水中など歩行の難しい場所用に開発されたキャタピラを持つ形態。他の2形態と比べて機動力に難があるが、キャタピラの走破性は良く時速150kmで走ることができるうえ、水中なら28ノットで移動可能。また水圧にも強いがおのずと限界はあり（アニメ版第50話）、潜水限界は1万メートルもしくは2万メートルの2つの説がある。三形態の中では最強の90万馬力を誇り、その怪力を活かして両手を振り回すゲッタースマッシュという体当たり技などもある（アニメ版第13、14話）。多関節のジャバラ状の腕を持ち、そのパワーを活かした格闘戦が得意で、巴武蔵の柔道技「大雪山おろし」を再現できる。TNT火薬2,000t分の破壊力を持ち、連発可能な（アニメ版第15話ほか）ゲッターミサイルを放つ。多くの場合、ゲッターミサイルは左右両方を前方に傾けて同時に発射されるが、片方のみを放つことも可能（アニメ版第50話）。もともとは飛行能力を持たず、空を飛ぼうと苦労することが多かった（アニメ版第10話ほか）が、後に改良されて短時間なら飛行できるようになった（アニメ版第28、39、44、51話）。また、他の形態と同じく当初はモニター映像の間接視認による操縦であったが、アニメ版第30話以降、合体後は左目もしくは右目のフロントガラス（ゲッター線強化ガラス）越しに有視界で操縦するよう改修された（映画『グレートマジンガー対ゲッターロボ』、アニメ版第35、50話ほか）。なお、石川賢による原作漫画版では水中戦用という特徴づけはされていない。
OVAでは、ジャガー号機首部分に機関砲が追加装備されている。外伝作品の『月面十年戦争』ではリョウ、ハヤト、ムサシが一機ずつ操縦する3機のゲッターロボがゲッター3を中心に合体し、ゲッター3のジャガー号機首からゲッタービームを放つ、という描写がある。
ゲットマシン
ロケットマシンという乗り物である。ジェット噴射のみで飛ぶ従来のマシンとは違い反重力システムで浮遊飛行と兼ね合わせている。腹部には垂直着陸ノズルが着いており、垂直で発進、着陸も可能。コマンドマシンも同様である。
各ゲットマシンの最高飛行速度は3機ともマッハ0.8と設定されているが、劇中ではジャガー号が最も速く造られており（ただしこれは競争に負けたリョウの負け惜しみの可能性アリ）、ベアー号が最も遅くて他の2機に追いつけない様子が描かれている（アニメ版第27話）。
- 3機とも後に対戦闘機用の機銃が追加装備されたことになっているが（アニメ版第27話）、それ以前の第4話で地上の恐竜兵士に向けて機銃掃射をしているシーンがある（画面外からの射撃として描かれているため詳細不明）。
- ゲットマシンの連携技としてはゲッタースカイネット（アニメ版第50話）がある。

イーグル号
ゲッターロボを構成するゲットマシンの1号機。色は赤。パイロットは竜馬。運動性の高さが特徴で、全長13m、重量80t。武装はミサイル（アニメ版第11、13、35話ほか）と機銃（アニメ版第27、41、44話ほか）、小型ビーム砲（アニメ版第33、51話）などだが、いずれも機首両側の発射口から発射される。
ジャガー号
ゲッターロボを構成するゲットマシンの2号機。色は水色だが、当時の玩具等では白もしくは青（後年の玩具やフィギュアでは白）とされる場合が多い。パイロットは隼人。空力性に優れた機体で、全長15m、重量80t。加速力はゲットマシンでNo.1を誇る。垂直着陸ノズルはゲッタービームの発射口となる。武装はミサイル（アニメ版第13、29、35話ほか）と機銃（アニメ版第27、41、44話ほか）。ほかに速射ミサイルと呼んだミサイルを連射しているが（アニメ版第33話）、通常のミサイルとどう違うのかは映像からはよく判らない。いずれも機首両側にある発射口を共用している。
ベアー号
ゲッターロボを構成するゲットマシンの3号機。色は黄色。パイロットは武蔵。安定性に優れた機体で、全長12m、重量90t。武装は機首両側に装備された機銃（アニメ版第27、44話など）のほか、ゲッター3のときのゲッターミサイルと同じ大型ミサイル（アニメ版第29、35、51話ほか）も発射可能だが、イーグル号・ジャガー号と同様に、機銃と共用の発射口からもミサイルを発射できる（アニメ版第15、20話など）。
コマンドマシン
ゲットマシンと同じデザインラインを持つ早乙女ミチルの搭乗機。ゲットマシンと同じ合成鋼Gよりなる偵察・指令用の機体で、性能も同じとされる。全長13m、重量80t。漫画連載時の掲載誌にはコマンドマシンとゲットマシンが合体できるかどうかの質問が寄せられていた。原作漫画版やOVAには未登場。武装として機銃（アニメ版第41話）とコマンドミサイル（アニメ版第2、8、13、35話ほか）を備え、偵察・指令にとどまらずゲッターの援護にも活躍した。コマンドカーと呼ばれることもある（アニメ版第6、7、18、43話など）。アニメ版（第2、30、39、43話など）や一部の漫画版では何度か撃墜・破壊されており、作り直されている。
アニメ版では最終回でムサシが搭乗した際、無敵戦艦ダイの心臓部に意に反して特攻する形となってしまい自爆、大破・喪失した後は再建造されることはなかった。
練習用ゲッターロボ（プロトタイプゲッターロボ）
ゲッター練習機とも言う。アニメ版第1話登場のマシンで白基調のモノトーンカラーの機体。早乙女達人と、他2名の正規パイロットが乗り込んでいた。合体訓練中にメカザウルス・サキの襲撃を受け破壊されてしまう。練習用のため武装されていない。ゲットマシン時の各機の名称が、戦闘用ゲッターロボと同じかどうか不明。
ゲッターナバロン砲
アニメ版第34話から、早乙女研究所防衛とゲッターの援護のために、研究所近傍の要塞の地下50mに設置された（アニメ版第34話）。要塞は普段は丘に偽装されており、使用時にはナバロン砲が地上にせり出す。射程距離は500km（アニメ版第35話）で、直撃なら一撃でメカザウルスを粉砕できる威力を有する（アニメ版第35、36話）。砲撃手は大枯文次。ゲッターロボにとって頼もしい支援兵器であったが、アニメ版第39話にてマグマ砲の攻撃を受け、要塞基地ごと破壊されてしまう。なお原作漫画版においても、恐竜帝国の総攻撃に際し「ナバロンほう」という同様の防衛装備が登場している。
早乙女宇宙線研究所
通称「早乙女研究所」。内部にイーグル号、ジャガー号、ベアー号、コマンドマシンを格納しているゲッターロボの基地。
建物の中心部にはタワーがあり、その上部にはゲッター線収集装置が設置され、ゲッターロボの活動元のエネルギーを蓄積している。ゲッター線バリヤー装置（TVアニメ版では第16話以降装備）のほか、熱線銃など多少の武装が施されている。なお、地上ほどの効果は無いものの、ゲッター線バリヤーは地中にも張られているという（アニメ版第26話）。
その一方、原作漫画版では恐竜帝国との決戦に際し、バリヤーや「ナバロンほう」のほかに、タワー頂上には「地らいほう」を備え、「じ力ほう」や多数の「メザーほう」といった重武装を見せ、さながら戦闘要塞のような姿を披露している。
ゲッター線を弱点とする恐竜帝国にとってゲッターロボと早乙女研究所は、地上征服を目指す上での致命的、かつ絶対に排除しなければならない障害である。このことから、結果的に両者の打倒が恐竜帝国の至上命題となり、研究所を主標的とした襲撃を受けることも度々であった（ただし、アニメ版第13話では、帝王ゴールが「まず東京を叩き潰して日本を占領すること」も重要な目標として掲げていることをはじめ、東京やその他の都市、離島、インフラなどもしばしば攻撃対象としていることから、早乙女研究所しか眼中にないというわけではない）。
所在地は長野県の浅間山の近郊で、研究所施設からは噴煙たなびく浅間山が望める断崖、ないし小高い山の斜面（TVアニメ版など）の地形に位置しており（鬼押出し付近とする資料もある）、漫画・アニメを問わず作品によっては地下にも大規模な構造物を持つ。
TVアニメ版では何度か完膚なきまでに破壊されている（第18、30、45話など）が、そのたびに完全に再建されている。
なおTVアニメ版における早乙女邸は、早乙女研究所のすぐ下の斜面に位置する（第48話ほか）。

### 恐竜帝国
メカザウルス
恐竜帝国の主力兵器。恐竜をサイボーグに改造することによって製造されている（アニメ版第2、18話）。翼竜、角竜、首長竜など様々な種族から改造され、その特性を活かして空陸海それぞれにおいて力を発揮する。超科学的な兵器で武装を施されていることも多く、人類の通常の戦力では太刀打ちすることが難しい。基本的には爬虫類型であるが、爬虫類ではないモチーフを持つものも存在する。
簡単な指令をするだけで自律的に作戦行動や戦闘を遂行できるが、キャプテンと呼ばれる士官が搭乗して有人で操縦されることも多い。その一方、原作漫画版ではわずかにキャプテン・ランバや地竜一族のニオンなどが搭乗した程度で、メカザウルスが有人で操縦されている描写は少なく、アニメ版ほど操縦者（キャプテン）の存在が重視されていない。

恐竜人（爬虫人類）同様にゲッター線を致命的な弱点とするが、ゲッター線防御の技術も確立されており、アニメ版第1話では「ゲッター線防御装置」を装備しているメカザウルス・サキが、第2話ではメカザウルス・ザイがゲッタービームの直撃に耐える描写がある。
なお、双葉社の『メカザウルス激闘録』では、第34話に登場するウビやアローはメカザウルスではなく、“メガザウルス”という別のカテゴリに属するという解釈がされている。
メカザウルス・ウル
アニメ版第12話に登場したメカザウルス。俊敏で機動力に優れるうえ、全身を新合金で覆われているためゲッターロボの攻撃が通用せず、単独では打倒出来なかった数少ないメカザウルスの一体である。ボール爆弾を口内に撃ち込み、内部から爆破する作戦で撃破した。メカザウルスと言いながらも爬虫類や恐竜ではなく、狼をモチーフとしている。
メカザウルス・ダグ
アニメ版第30話に登場したメカザウルス。妨害電波でモニターTVを麻痺させることで眼を奪い、一度はゲッターロボを大破させる。武装は角ドリル、火炎放射、ミサイル。妨害電波以外の基礎スペックはそこまで高くはないようで、第1戦の際も接近戦では手こずり、ゲッター改修後は一方的に倒されている。ゲッター3同様のキャタピラ型だが、一応飛行可能。ゲッターを敗北もしくは敗北寸前まで追い詰めたメカザウルスはギンなど何体かいるが、ひときわゲッターを苦しめた一体である。
無敵戦艦ダイ
アニメ版第50、51話に登場。一向にゲッターロボを倒せない帝王ゴールに、業を煮やした大魔人ユラーが与えた最終兵器。
全長420m、重量80,000tというゲッター1の10倍以上の巨大メカザウルスで、2体の首長竜が巨大な甲板を背負っている姿をしている。装甲が強固でトマホークブーメランやゲッターミサイルが命中してもダメージがない。またバリヤー装置も装備しているため、ゲッタービームが通じない。上部構造体や甲板には多数の大砲や機関砲をハリネズミのように備え、その濃密な対空砲火のために接近戦に持ち込むことも困難である。
内部に4機のメカザウルスと200機の戦略爆撃機と戦闘機スーパーコンドルを搭載し、最終決戦に投入された。ダイに甲板はあるものの、爆撃機は首長竜の口から発進・着艦を行い、体内に格納されている。
唯一とも言える弱点は対空砲火の空白域となる戦略爆撃機隊の発進・帰還のための進入ルート。弾幕の有効射程距離2,000mの外からこれを突く、三段式ゲッターロケット弾での攻撃を試みたゲッターチームを返り討ちにして、ゲットマシンを喪失させるという恐竜帝国にとって最大の戦果を上げたが、この進入路と巨大なダイの存在は後に恐竜帝国の全滅を引き起こす原因となる。
マグマ層に帰る装備はなく、ゴールはユラーから必勝を義務付けられた。
戦略爆撃機
アニメ版第50、51話に登場。ガレリイ長官が最終決戦に備えて製作した強力な戦略爆撃機。100kg爆弾を積載し200機編隊が早乙女研究所を攻撃する。
戦闘機スーパーコンドル
アニメ版第50話に登場。ガレリイ長官が最終決戦に備えて製作した強力な最新式戦闘機。選り優りの4人のキャプテン（ズマラ、ガロガ、ギソラ、ガルン）が操縦する。ゲットマシン3機の連携技「ゲッタースカイネット」で一網打尽に撃墜された。
マシーンランド
アニメ版の恐竜帝国の母体にして恐竜人の住居。周囲5kmにもおよぶ巨大基地であり、マグマ層を自在に移動出来る。またゲッター線が及ばない海底でも活動可能（第49話）。しかし「ゲッター線防御装置」を装備していないようで、地上では長時間の活動は不可能である。
もともとのマシーンランドは第48話でゲッターロボを閉じ込める囮として使われたうえで自爆しており、その際にゴールをはじめ恐竜人たちが移り住んだ別のマシーンランドも、第49話でゲッターチームの策略により地上に浮上させられてゲッター線に曝されたうえ、ゲッタービームの連射を受けて大破・喪失してしまった。しかし大魔人ユラーが所有する予備のマシーンランドも存在し、窮地のゴール達を救出している（これらのことから同じタイプの要塞が複数、少なくとも3基以上存在することや、地上に出てしまったマシーンランドから救出されたのがゴール・ガレリイ・バットの三名だけであることから、恐竜帝国国民は他のマシーンランドにも多数居住していたと考えられる）。恐竜帝国の首脳陣と主力は、第50話で無敵戦艦ダイで最終決戦に出撃してそのままのため、このユラーのマシーンランドは破壊されていない。『スーパーロボット大戦α外伝』および、『第2次スーパーロボット大戦α』に登場した時はマグマ砲と呼ばれる要塞砲を使用していた。
恐竜大隊
漫画版での「マシーンランド」の呼び名であるが、外観や機能に大きな差異は見られない。最後は百鬼帝国の襲撃を受け、帝王ゴールを地上に残したままマグマ層に撤退した。
なお後年、描きおろされた短編読み切り漫画『ゲッターロボ 恐竜帝国潜入作戦』では、「マシンランドウ」というTVアニメ版に準じた名称で呼ばれている。八丈島沖の海上に出現し、亜硫酸を含んだ高熱の炭酸ガスを大量に排出して、地球の大気を太古の組成に造り変えようとするが、ゲッターロボに撃退されている。このときのマシンランドウは対策済みだったのか、TVアニメ版のマシーンランドと異なり、地上のゲッター線によってダメージを受けるといった様子は見せていない。

### その他のメカ
ゲッターQ
ゲッタークイーンと読む。登場はアニメ版第22話のみ。
もともとは早乙女博士がゲッターロボに先駆けて設計していたゲッターロボ試作機の1体だったが、5年前にゴールの娘・恐竜王女ゴーラが盗んだ設計図を基に恐竜帝国で製作され、ゲッターの敵となったロボット。ゴーラ王女が16歳の成人式において、人間を攻撃するために乗り込む機体として準備されていた。劇中ではほぼ無抵抗だったこともあり、分離変形の機能や武装の有無など詳細は不明（ゲーム『スーパーロボット大戦』シリーズでは、威力は弱いがゲッター1とほぼ同様の武装が装備されている）。また、動力エネルギーとしてゲッター線を用いているかどうかについても、設定・劇中ともいっさい触れられていない。
もともとはマジンガーZのミネルバXを気に入ったフジテレビのプロデューサー別所孝治が、同様のキャラクターをリクエストしたことによって作品に登場した。
- なお、永井豪が後年執筆した漫画『デビルマン対ゲッターロボ』（2010年）には、上半身と下半身に分離合体する二機合体変形ロボットとして"ゲッタークイーン"が登場している。こちらは早乙女博士が作った純粋な地上人のゲッターで、デザインもアニメ版と異なる。コクピットが手狭で成年男性では身動きが取れないくらいであるために、女性・子供専用のサポートゲッターである。パイロットは1号機を早乙女ミチル、2号機を牧村美樹が担当する。ただし合体は1号機からの自動連動操縦で行われている。

テキサスマック
アメリカ製のスーパーロボット。キング博士の開発した戦闘用ロボットであり、模擬戦ではゲッターロボと互角の戦闘力を披露した機体。登場はアニメ版第21話のみ。
名前の通りテキサスのカウボーイのようなスタイルであり、二丁拳銃の使い手。状況に応じてロングライフルも使用する。テンガロンハットを模した頭部のハットマシンは分離して盾になったり（盾の中央からはビームを発射できる）、透明コートを発生させ溶解液を防いだりする。手持ちの銃は鎖の付いたトゲ付き鉄球（フレイル型モーニングスター）や、撃鉄を起こすことで長剣に（ゲッターロボ以上にダイナミックに）変化する。パイロットはキング博士の子であるジャック（本体）とメリー（ハットマシン）。

## 設定

### ゲッター線
ゲッターロボの動力源となるエネルギーが「ゲッター線」と呼ばれる宇宙線である。「人体には何の害も無く、大気や水も汚染しない完全な無公害エネルギー」(アニメ版第31話リョウのセリフより）。宇宙から無限に降り注ぎ、かつては恐竜を絶滅させた（恐竜はゲッター線に弱いことになっている）。このことからゲッター線の戦闘への転用は対恐竜帝国に絶大な効果を発揮した。「ゲッタービーム」はその典型例である。原作漫画版では、猿から人類への進化を促したとも語られている。
ゲッターロボが変形することができるのもゲッター線による効果である。ゲッターロボの装甲は、アニメ版ではゲッター線技術で開発された『合成鋼G』（近年では『ゲッター合金』とする書籍や資料も多い　）という一種の形状記憶合金で出来ており、ゲッター線によって伸び縮みしたり自在に形を変えることで、形状構造的に考えれば無理のある変形合体も可能となっている。この設定自体は広く認識されていなかっただけで、TVアニメ放映当時から存在した。
なお、ゲッター線が重要な位置づけで頻繁に取り上げられるTVアニメ版に対し、原作漫画版ではどのようなエネルギーかといった特徴すらほとんど語られていない。ゲッター1自爆の際にクローズアップされるのがほとんど唯一といっていいトピックであり、TVアニメ版ほどその存在が重視されていなかった（続編の『ゲッターロボG』にいたっては、TVアニメ版がゲッター線増幅装置の争奪が物語の要であったのに対し、原作漫画版ではゲッター線が話題に上ること自体ほほ皆無である）。原作漫画版（ゲッターロボ・シリーズ）において、ゲッター線が物語の根幹を揺るがすほどの最重要ガジェットとなるのは、後の『ゲッターロボ號』の終盤で早乙女研究所が再登場してからである。

以下、TVアニメ放映時には（当時の漫画版を含めて）なかった設定となる。
漫画版『ゲッターロボ號』から始まった『ゲッターロボサーガ』に連なる作品群では、“生命体の進化を促す神のごとき意思を持ったエネルギー”という意味付けがされ、以降のゲッターロボ関連作はアニメにせよ漫画にせよ、その解釈の延長線上で表現されるようになった。
こうした設定におけるゲッター線には未解明の部分が多く、ゲッター搭乗者といった有機生命体もろとも機械ですらも融合・進化させることができる能力（『ゲッターロボ號』漫画版参照）については、作中でも謎のままである。ゲッター線研究の第一人者であった早乙女博士ですら、ゲッター線の全貌を解き明かすまでには至っていない。
漫画版『ゲッターロボ號』においては、主人公の一文字號がゲッターの意思と接触した際の対話で、物質、時空間、自然物、進化、生命全てを司る存在であることをうかがわせており、同時に生命を生み出す根源の力としてゲッター線を種子に喩え、「種子の散布＝宇宙における生命の拡大」として説明した。なお、死んだ生命（魂）も再びゲッターの元に還っており、漫画『真ゲッターロボ』では帝王ゴールや大帝ブライまでもが死後に早乙女博士や竜馬の前に、ゲッターの使者として姿を現した。
OVA『真（チェンジ!!）ゲッターロボ 世界最後の日』では、ゲッターロボの駆動には「ゲッター炉心」と呼ばれる反応システムを用いるとされている。この炉心は原子炉同様、臨界を越えるとメルトダウンを起こし、高熱を発して溶け出す。また、どんな影響があるのかは不明であるが、「ゲッター線汚染」という、一種の放射能汚染を引き起こす場合もあった。人工的な核融合を引き起こすことも可能であり、15個の衛星を吸い込み質量を増やした木星に、暴走させたゲッター炉心を撃ち込むことで「ゲッター線の太陽」が生み出された（OVA第12話）。
また同作ではゲッター線は宇宙生物インベーダーのエネルギー源ともなっているが、インベーダーはゲッター線を過剰に吸収すると体が耐えきれずに崩壊するため、ゲッターロボによる攻撃の効果は認められる。
石川賢によるシリーズ最終作、漫画『ゲッターロボアーク』では、2500年以上先の未来で宇宙へと進出した地球人類は、既に忘れ去られた星系であった太陽系から現れたゲッターエンペラーとの接触を果たしており、その庇護下に置かれていた。人類は「ゲッターが人類のみの味方であり、選ばれた種である」という強固な選民思想を打ち立て、ゲッターエンペラーと共に宇宙制覇に乗り出している。この際にゲッターが「大いなる意思」によってもたらされた生物の本能の意義を示しているほか、「人間の存在理由」「進化の理由」「人間同士が殺しあう理由」、更に「宇宙の存在理由」に関わっていることが判明していた。

## スタッフ
- 企画：別所孝治（フジテレビ）、勝田稔男（東映動画）
- 製作担当：大野清
- 原作：永井豪 石川賢とダイナミックプロ[1]
- 連載：テレビランド、週刊少年サンデー、冒険王
- 音楽：菊池俊輔
- 作画：友永和秀、葛岡博、井内秀治、川島明、金田伊功 他
- 背景：スタジオコスモス、アトリエローク、サンアートスタジオ、スタジオアイ、プロダクションアイ、アートペアー、現代制作集団
- 撮影：町田賢樹、平尾三喜、高橋宏固、武井利晴、細田民男、目黒宏、緒方範生、片山幸男、藤橋秀行、菅谷信行、金田顕一、佐藤隆郎
- 編集：古村均、松原千佳子、町田孝子、鳥羽亮一、本山収、田中修、神原直美
- 録音：波多野勲
- 効果：石田サウンドプロ
- 選曲：宮下滋
- 製作進行：岸本松司、松浦錠平、井上ふみ子、飯岡真理子、的場節代、社方徹夫、西村哲一、井内秀治、成川裕子、桜井利行、山田美裕、柳井純、坂本巌、猪狩肇、宮合秀武、佐藤しげ子、多田康之、片岡修二、竹澤裕美子
- 記録：的場節代→伊達悦子
- 現像：東映化学
- 美術設定：辻忠直（第1話 - 第13話）
- キャラクター設計：小松原一男
- 制作：フジテレビ、東映

## 音楽
ここでは1974年のTVアニメ版『ゲッターロボ』の音楽についてのみ述べる。その他の派生・関連作品の音楽についてはそれぞれのページを参照。
本作のBGMおよび主題歌・挿入歌・イメージソングは全て菊池俊輔が作・編曲した。OPをはじめ、パンチの効いたブラス演奏が多用されている。

### 主題歌
オープニングテーマ - 「ゲッターロボ!」
作詞 - 永井豪 / 作曲・編曲 - 菊池俊輔 / 歌 - ささきいさお
歌のタイトルに「!」が入っている（番組のタイトルには入っていない）。
子門真人によるカヴァー・ヴァージョン（ビクターレコード）や池田鴻によるカヴァー・ヴァージョン（キングレコード）も存在する。
第1 - 4、7、8、10 - 15、18 - 21、23 - 32、36、38、41 - 44、46 - 48話では挿入歌として使用された。
エンディングテーマ - 「合体!ゲッターロボ」
作詞 - 和泉高志 / 作曲・編曲 - 菊池俊輔 / 歌 - ささきいさお、コロムビアゆりかご会
第6、16話では挿入歌として使用された。

### 挿入歌・イメージソング
番組放送中に発売された主題歌・挿入歌アルバムに収録されている。
「ゲッターロボわが命」（第36、37、42、44、45話）
作詞 - 早乙女達人 / 作曲・編曲 - 菊池俊輔 / 歌 - ささきいさお
「平和の使い」
作詞 - 高円寺博 / 作曲・編曲 - 菊池俊輔 / 歌 - コロムビアゆりかご会
「戦いははてしなく」
作詞 - 伊賀井直人 / 作曲・編曲 - 菊池俊輔 / 歌 - 堀江美都子
「アタック!ゲッターロボ」（第33、37、38、40、41話）
作詞 - 上原正三 / 作曲・編曲 - 菊池俊輔 / 歌 - ささきいさお
「ぼくらのゲッターロボ」（第34、41話）
作詞 - 早乙女達人 / 作曲・編曲 - 菊池俊輔 / 歌 - コロムビアゆりかご会
「いくぜ兄弟!ゲッターロボ」
作詞 - 永井豪 / 作曲・編曲 - 菊池俊輔 / 歌 - ささきいさお
「平和の戦士たち」（第45話）
作詞 - 早乙女達人 / 作曲・編曲 - 菊池俊輔 / 歌 - 水木一郎
水木一郎が「自分が歌ったバラードの中で一番のお気に入り」という曲で、「ベスト・オブ・アニキング -青の魂-」にセルフカヴァー・ヴァージョンが収録されている。劇中ではハヤトの吹くハーモニカの曲としても多用された。
「カムオンゲッター1、2、3」
作詞 - 中村しのぶ / 作曲・編曲 - 菊池俊輔 / 歌 - ささきいさお、コロムビアゆりかご会
「恐竜帝王の呪い」（第33話）
作詞 - 永井豪 / 作曲・編曲 - 菊池俊輔 / 歌 - 日本合唱協会
「ミチルのテーマ」
作詞 - 早乙女達人 / 作曲・編曲 - 菊池俊輔 / 歌 - 堀江美都子

## 放送リスト
| 話数 | 放送日        | サブタイトル                   | 脚本       | 演出       | 作画監督   | 美術     | 登場敵メカ                                                                                 |
| ---- | ------------- | ------------------------------ | ---------- | ---------- | ---------- | -------- | ------------------------------------------------------------------------------------------ |
| 1    | 1974年 4月4日 | 無敵! ゲッターロボ発進         | 上原正三   | 勝間田具治 | 小松原一男 | 辻忠直   | メカザウルス サキ                                                                          |
| 2    | 4月11日       | 決戦! 三大メカザウルス         | 上原正三   | 生頼昭憲   | 野田卓雄   | 福本智雄 | メカザウルス ザイ メカザウルス ズウ メカザウルス バド                                      |
| 3    | 4月18日       | 恐竜帝国 レインボー作戦        | 上原正三   | 川田武範   | 森利夫     | 伊藤岩光 | メカザウルス バジ                                                                          |
| 4    | 4月25日       | 燃ゆる血潮の南十字星           | 上原正三   | 落合正宗   | 伊賀章二   | 福本智雄 | メカザウルス ゴル                                                                          |
| 5    | 5月2日        | 闇をつらぬけ ゲッターチーム    | 雪室俊一   | 山口康男   | 小松原一男 | 伊藤岩光 | メカザウルス ギガ                                                                          |
| 6    | 5月9日        | 恐竜! 東京ジャック作戦         | 田村多津夫 | 生頼昭憲   | 野田卓雄   | 辻忠直   | メカザウルス リボ 恐竜艇                                                                   |
| 7    | 5月16日       | 悪を許すな 突撃ラッパ          | 雪室俊一   | 山口秀憲   | 森利夫     | 福本智雄 | メカザウルス ベラ                                                                          |
| 8    | 5月23日       | 危機一髪ゲッター2              | 田村多津夫 | 勝間田具治 | 小松原一男 | 伊藤岩光 | メカザウルス ギロ                                                                          |
| 9    | 5月30日       | 栄光のキャプテンラドラ         | 雪室俊一   | 小湊洋市   | 中村一夫   | 下川忠海 | シグザウルス                                                                               |
| 10   | 6月6日        | 急降下! ゲッター3は行く        | 松岡清治   | 森下孝三   | 白土武     | 伊藤岩光 | メカザウルス バス                                                                          |
| 11   | 6月13日       | 激突! ドリル対ドリル           | 田村多津夫 | 山口康男   | 白土武     | 下川忠海 | メカザウルス ギリ                                                                          |
| 12   | 6月20日       | 吠える! 不死身のウル           | 上原正三   | 葛西治     | 野田卓雄   | 福本智雄 | メカザウルス ウル                                                                          |
| 13   | 6月27日       | 一本勝負! 大雪山おろし         | 雪室俊一   | 勝間田具治 | 増谷三郎   | 伊藤岩光 | メカザウルス メサ メカザウルス?（名称不明）                                                |
| 14   | 7月4日        | 紅の空に命を賭けろ!!           | 田村多津夫 | 川田武範   | 菊池城二   | 下川忠海 | メカザウルス ギイ                                                                          |
| 15   | 7月11日       | 悠子に捧げるバラード           | 雪室俊一   | 小湊洋市   | 中村一夫   | 伊藤岩光 | メカザウルス シバ                                                                          |
| 16   | 7月18日       | 恐竜帝国の謎を追え             | 上原正三   | 勝間田具治 | 小松原一男 | 福本智雄 | メカザウルス ゲル                                                                          |
| 17   | 7月25日       | 狙われた設計図                 | 田村多津夫 | 森下孝三   | 白土武     | 福本智雄 | メカザウルス ジガ                                                                          |
| 18   | 8月1日        | 恐竜帝国のすごい奴             | 上原正三   | 山口康男   | 白土武     | 下川忠海 | メカザウルス ゼン 1号 メカザウルス ゼン 2号                                                |
| 19   | 8月8日        | リョウ 最後の出撃!             | 田村多津夫 | 生頼昭憲   | 野田卓雄   | 伊藤岩光 | メカザウルス ドド                                                                          |
| 20   | 8月15日       | 大空襲! 突然の恐怖             | 田村多津夫 | 田宮武     | 落合正宗   | 秦秀信   | メカザウルス ヨグ                                                                          |
| 21   | 8月22日       | アメリカから来たロボット       | 上原正三   | 葛西治     | 川島明     | 福本智雄 | メカザウルス ゴラ                                                                          |
| 22   | 8月29日       | 悲劇のゲッターQ（クイーン）    | 上原正三   | 小湊洋市   | 中村一夫   | 伊藤岩光 | メカザウルス ギン ゲッターQ（クイーン）                                                    |
| 23   | 9月5日        | 浅間山の大発明狂               | 上原正三   | 白土武     | 白土武     | 福本智雄 | メカザウルス怪鳥ギラ メカザウルス地底獣ギラ メカザウルス ギラ                              |
| 24   | 9月12日       | 大要塞に向って撃て             | 上原正三   | 生頼昭憲   | 飯野皓     | 福本智雄 | メカザウルス ギギ                                                                          |
| 25   | 9月19日       | 合体! 風速100メートル          | 田村多津夫 | 山口秀憲   | 神宮さとし | 伊藤岩光 | メカザウルス バム                                                                          |
| 26   | 9月26日       | 帝王ゴール 大噴火作戦          | 上原正三   | 山口康男   | 白土武     | 遠藤重義 | メカザウルス メガ メカザウルス バリ                                                        |
| 27   | 10月3日       | 大魔人ユラーの怒り             | 上原正三   | 生頼昭憲   | 野田卓雄   | 福本智雄 | メカザウルス バボ                                                                          |
| 28   | 10月10日      | 襲撃!! 地竜族三人衆            | 上原正三   | 落合正宗   | 落合正宗   | 伊藤岩光 | メカザウルス ゴド                                                                          |
| 29   | 10月17日      | 洪水地獄の死闘                 | 上原正三   | 森下孝三   | 中村一夫   | 遠藤重義 | メカザウルス バル                                                                          |
| 30   | 10月24日      | 不死鳥（フェニックス）の甦る時 | 上原正三   | 小湊洋市   | 神宮さとし | 辻忠直   | メカザウルス ダグ                                                                          |
| 31   | 10月31日      | 危機! ハヤトよ立ち上がれ       | 田村多津夫 | 川田武範   | 菊池城二   | 福本智雄 | メカザウルス ヤバ                                                                          |
| 32   | 11月7日       | 恐怖! 赤い霧の罠               | 上原正三   | 生頼昭憲   | 野田卓雄   | 伊藤岩光 | メカザウルス ブル                                                                          |
| 33   | 11月14日      | 果てしなき大空に誓う           | 田村多津夫 | 山口康男   | 小松原一男 | 辻忠直   | メカザウルス ガル                                                                          |
| 34   | 11月21日      | 女竜戦士ユンケの涙             | 上原正三   | 落合正宗   | 落合正宗   | 福本智雄 | メガザウルス ウビ メガザウルス アロー 女竜戦士ユンケ                                       |
| 35   | 11月28日      | ムサシ! 男はつらい             | 田村多津夫 | 小湊洋市   | 中村一夫   | 伊藤岩光 | メカザウルス・ザリ                                                                         |
| 36   | 12月5日       | 要塞撃滅! トロイ作戦           | 田村多津夫 | 奥田誠治   | 神宮さとし | 辻忠直   | メカザウルス・ダダ メカザウルス・モギ                                                      |
| 37   | 12月12日      | 悪の指令! 博士を狙え           | 田村多津夫 | 葛西治     | 落合正宗   | 福本智雄 | メカザウルス・マグ 恐竜戦車                                                                |
| 38   | 12月19日      | 魔の海からの脱出!!             | 上原正三   | 生頼昭憲   | 野田卓雄   | 伊藤岩光 | メカザウルス ナダ                                                                          |
| 39   | 12月26日      | 悲しみは流れ星の彼方に         | 上原正三   | 山口康男   | 小松原一男 | 遠藤重義 | メカザウルス ドゲ マグマ砲                                                                 |
| 40   | 1975年 1月9日 | 日本列島凍結作戦!              | 田村多津夫 | 落合正宗   | 落合正宗   | 福本智雄 | メカザウルス・ベド                                                                         |
| 41   | 1月16日       | 姿なき恐竜空爆隊               | 上原正三   | 葛西治     | 中村一夫   | 伊藤岩光 | メカザウルス・グダ                                                                         |
| 42   | 3月6日        | 北極に進路をとれ!              | 田村多津夫 | 奥田誠治   | 神宮さとし | 辻忠直   | メカザウルス・ゾリ                                                                         |
| 43   | 3月13日       | 奪われたゲッターロボ           | 上原正三   | 小湊洋市   | 小松原一男 | 福本智雄 | メカザウルス・ガモ 石像ロボット                                                            |
| 44   | 3月20日       | ムサシ! 怒りの海底             | 田村多津夫 | 生頼昭憲   | 野田卓雄   | 辻忠直   | メカザウルス・ガダ                                                                         |
| 45   | 3月27日       | 脱出! 宇宙の墓場               | 田村多津夫 | 落合正宗   | 落合正宗   | 伊藤岩光 | メカザウルス・ゴア                                                                         |
| 46   | 4月3日        | 恐るべき氷竜族の侵略           | 上原正三   | 奥田誠治   | 神宮さとし | 福本智雄 | メカザウルス グマ                                                                          |
| 47   | 4月10日       | 帝王ゴール 地上に現わる        | 田村多津夫 | 山本寛巳   | 小松原一男 | 伊藤岩光 | メカザウルス バン メカザウルス ゾン                                                        |
| 48   | 4月17日       | マグマの恐竜帝国へ突入!        | 上原正三   | 生頼昭憲   | 野田卓雄   | 福本智雄 | メカザウルス ゾル メカザウルス ヤモ                                                        |
| 49   | 4月24日       | 大爆発! くたばれ恐竜帝国       | 田村多津夫 | 落合正宗   | 落合正宗   | 福本智雄 | メカザウルス・ヌメ                                                                         |
| 50   | 5月1日        | 帝王ゴール 決死の猛反撃        | 上原正三   | 生頼昭憲   | 野田卓雄   | 伊藤岩光 | 無敵戦艦・ダイ メカザウルス・ガイ メカザウルス・ゴダ メカザウルス・ザロ メカザウルス・モバ |
| 51   | 5月8日        | 恐竜帝国のほろびる日           | 上原正三   | 山口康男   | 小松原一男 | 伊藤岩光 | 無敵戦艦・ダイ メカザウルス・ザロ メカザウルス・モバ                                       |

1975年1月2日は「新春オールスター夢のお年玉」放送のため休止。

## 放送局
- フジテレビ（制作局）：木曜 19:00 - 19:30
- 北海道文化放送：木曜 19:00 - 19:30[181]
- テレビ岩手：火曜 18:00 - 18:30[182]
- 秋田テレビ：木曜 19:00 - 19:30[183]
- 山形テレビ：水曜 18:00 - 18:30[184]
- 仙台放送：木曜 19:00 - 19:30[185]
- 福島テレビ：土曜 7:20 - 7:50[186]
- 新潟総合テレビ：木曜 17:20 - 17:48[183]
- 山梨放送：水曜 18:00 - 18:30[184]→ 水曜 17:25 - 17:57[187]
- テレビ静岡：木曜 19:00 - 19:30[183]
- 長野放送：木曜 19:00 - 19:30[183]
- 富山テレビ：木曜 19:00 - 19:30[188]
- 石川テレビ：木曜 19:00 - 19:30[188]
- 福井テレビ：木曜 19:00 - 19:30[188]
- 東海テレビ：木曜 19:00 - 19:30[189]
- 関西テレビ：木曜 19:00 - 19:30[190]
- 山陰中央テレビ：木曜 19:00 - 19:30[191]
- テレビ岡山：火曜 18:00 - 18:30[192]
- 広島テレビ：木曜 19:00 - 19:30[192]
- テレビ山口：火曜 18:00 - 18:30[193]
- テレビ愛媛：水曜 18:00 - 18:30[194]
- テレビ高知：金曜 16:30 - 17:00[195]
- テレビ西日本：木曜 19:00 - 19:30[196]
- テレビ長崎：木曜 19:00 - 19:30[196]
- テレビ大分：火曜 18:00 - 18:30[197]
- テレビ宮崎：金曜 18:00 - 18:30[198]
- 鹿児島テレビ：金曜 17:20 - 17:50[198]
- 沖縄テレビ：木曜 19:00 - 19:30[199]

## 映像ソフト化
- 1980年代に1・2・9話と次回予告3・4・5話を収録したVHSが東映ビデオより発売。第1巻と銘打たれていたが続巻はなく、後の90年代におけるビデオリリース時には巻数がリセットされ改めて第1巻より話数順で収録されている。
- 1996年3月21日から9月21日にかけてLD-BOXが東映ビデオより発売された。全3巻の各4枚組（1巻のみ5枚組）で1巻は20話、2巻は16話、3巻は15話収録。
- 1998年11月13日から1999年4月9日にかけてビデオ（VHS、セル・レンタル共通）が東映ビデオより発売された。全17巻で各巻3話収録。
- 2003年8月8日にDVD-BOXが東映ビデオより発売された。
- 2005年5月21日から8月5日にかけて単巻のDVDが東映ビデオより発売された。全4巻の各2枚組で各巻13話（Vol.4のみ12話）収録。

## 特記
- 「永井豪らが運転した自動車の三重衝突事故が発想のきっかけとなった」と石川賢はエッセーマンガ（『ゲッターサーガ』所載[要出典]）で冗談めかして述べているが、同時に「ウソです」とも書いているため、真偽は定かではない。なお、この時期に永井が自動車の運転を始めたことは、『マジンガーZ』の乗り込み型巨大ロボットという発想にも関わっているという[要出典]。
- ゲッターロボのデザインは原作者2名で考案中に永井豪の提案で、「多少形態の変化に無理があってもかまわない」という発想の元で作られた。このことは後年、『獣神ライガー』CDドラマにおいてネタにされている。主にゲッター1は石川賢、ゲッター2、3は永井豪色が強い[114][200]。
- 「ロボットのおもちゃをより多く売るために3体作られた」という、企業側による企画上の思惑があったともいわれている[114]。しかしながら、初代ゲッターロボ、ゲッターロボG共に変形プロセスが玩具では現実に再現できるものはなかった（2023年9月現在でも新規に発売されるゲッターロボフィギュアのほとんどが変形しない仕様である）。一方で、現在に至るまで合体変形を立体物で再現しようという試みは幾度となく存在し、独自解釈の大幅なアレンジを施すことで、それを成立させた玩具もマニア向けに発売されている[注 102]。後年、玩具での完全変形合体（一部差し替え）の実現を目的にデザイン・制作されたのがゲッターロボ號である。
- 『ゲッターロボ』はもともとサッカーがモチーフの作品であり、ゲッターの名前はポイントゲッターから、倒すべき敵はゴール、主人公の一人竜馬は浅間高校のサッカー部キャプテン、となったという[114]。